# Gulpen-Wittem
Gulpen-Wittem (uitspraakⓘ) is een gemeente in het zuiden van Nederlands-Limburg. De gemeente heeft een oppervlakte van 73,38 km² (waarvan 0,17 km² water) en telt 14.054 inwoners (22 november 2024, bron: CBS).

## Geografie

### Geologie en landschap
De gemeente Gulpen-Wittem ligt in het Zuid-Limburgse Heuvelland en heeft met haar glooiende landschap een voor Nederland uniek landschap. Nabij het dorp Gulpen stromen de riviertjes de Gulp en de Eyserbeek in de Geul. De Selzerbeek vloeit al eerder samen met de Geul. Deze riviertjes hebben brede beekdalen gevormd. Aan weerszijden daarvan liggen binnen Gulpen-Wittem de volgende plateaus: het Plateau van Margraten, het Plateau van Crapoel, het Plateau van Ubachsberg en een uitloper van het Plateau van Bocholtz.

### Topografie
In de gemeente Gulpen-Wittem bevindt zich de meest zuidelijke plek (van het Europese deel) van Nederland, namelijk ter hoogte van grenspaal 12 tussen Sippenaeken en het kasteel van Beusdael. Weliswaar bevindt het zuidelijkste kerkdorp zich in de gemeente Eijsden-Margraten, maar de zuidelijkste plaats is de buurtschap Klein-Kullen ten zuiden van Epen. Gulpen-Wittem is momenteel een van de vier gemeenten in Nederland die zowel aan België als aan Duitsland grenzen. De andere gemeenten zijn Vaals, Sittard-Geleen en Echt-Susteren. Het is de enige Nederlandse gemeente die tegelijk aan Duitsland, Vlaanderen en Wallonië grenst.
| Aangrenzende gemeenten | Aangrenzende gemeenten | Aangrenzende gemeenten | Aangrenzende gemeenten | Aangrenzende gemeenten |
| ---------------------- | ---------------------- | ---------------------- | ---------------------- | ---------------------- |
| Valkenburg aan de Geul |                        | Voerendaal             |                        | Simpelveld             |
|                        |                        |                        |                        |                        |
| Eijsden-Margraten      | Aken (D)               |                        |                        |                        |
|                        |                        |                        |                        |                        |
| Voeren (B)             |                        |                        |                        | Vaals Blieberg (B)     |

### Kernen

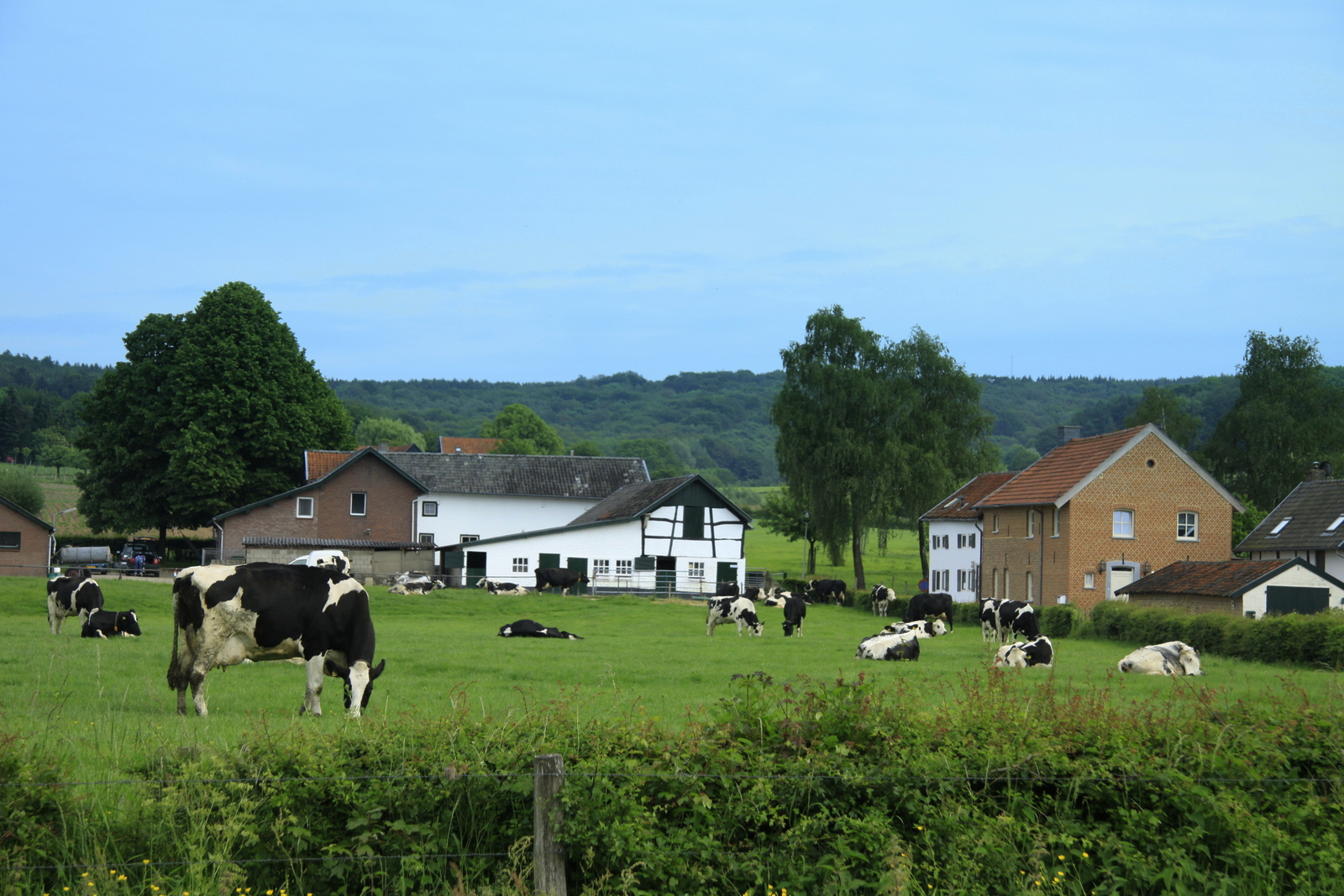
Landelijk Hurpesch

De gemeente Gulpen-Wittem telt 10 dorpen (met meer dan 300 inwoners) en 12 gehuchten (tussen 50 en 300 inwoners).

#### Dorpen en gehuchten
Aantal inwoners per woonkern op 1 januari 2010 (aantal inwoners gemarkeerd met * op 1 januari 2023):

#### Buurtschappen
Naast deze officiële kernen telt de gemeente een dertigtal buurtschappen: Beertsenhoven, Berghem, Berghof, Billinghuizen, Bissen, Bommerig, Broek, Cartils, Crapoel, Dal, Diependal, Dijk, Elzet, Gracht Burggraaf, Helle, Höfke, Hurpesch, De Hut, Kapolder, Kleeberg, Kosberg, Kuttingen, Landsrade, Overeys, Overgeul, Pesaken, De Piepert, Plaat, Sinselbeek, Terpoorten, Terziet en Waterop.

## Geschiedenis
Het grondgebied van de gemeente Gulpen-Wittem is al heel lang bewoond. In de Vijlenerbossen zijn ca. 7000 jaar oude grafheuvels gevonden uit de tijd van de Bandkeramische cultuur (zie Grafheuvels Vijlenerbos). Het gebied was in de Romeinse tijd zeker al in cultuur gebracht, hoewel sporen van Romeinse aanwezigheid tamelijk zeldzaam zijn. De Oude Akerweg - van oorsprong een Romeinse heerweg die van Maastricht naar Aken voerde - liep waarschijnlijk vanaf Scheulder via de onverharde Beversbergweg naar de Dorpsstraat in het centrum van Gulpen en vandaar via de Deken Schneiderstraat, Pinckersweg en de Gulperbergweg over de Gulperberg, en daarna afdalend via de Bergweg aansluitend op de Akerweg bij Partij en vandaar via de Gulkoelerweg naar Hilleshagen, waar de weg het tracé van de huidige Hilleshagerweg volgde naar Vijlen. Na de Romeinse tijd raakten grote delen van het in cultuur gebrachte land opnieuw bebost. In de vroege middeleeuwen werden voornamelijk de lager gelegen gebieden ontgonnen; in de periode 1000-1300 volgde de rest, ook de hoger gelegen plateaus.
In de late Middeleeuwen ontstonden in het gebied van het huidige Zuid-Limburg en het noorden van de provincie Luik het zogenaamde Land van 's-Hertogenrade, Land van Valkenburg en Land van Dalhem, elk weer samengesteld uit kleine heerlijkheden. Na de Limburgse Successieoorlog (1283-1288) kwamen het Hertogdom Limburg en het Land van ’s-Hertogenrade aan de hertog van Brabant, in de veertiende eeuw ook het Land van Valkenburg en het Land van Dalhem. De drie Landen van ’s-Hertogenrade, Valkenburg en Dalhem stonden samen bekend als de Landen van Overmaas, omdat zij vanuit Brabant gezien aan de overzijde (de oostelijke zijde) van de Maas lagen. Het Hertogdom Brabant, het Hertogdom Limburg en de Landen van Overmaas werden in de vijftiende eeuw onderdeel van de Bourgondische Nederlanden en vervolgens Habsburgse Nederlanden. Tussen de drie Landen van Overmaas lagen enkele heerlijkheden waarvan de soevereiniteit lang betwist was maar die zich na de zestiende eeuw als ‘vrije Rijksheerlijkheden’ onderdeel beschouwden van het Heilige Roomse Rijk.
Van het gebied van de huidige gemeente Gulpen-Wittem behoorde de heerlijkheid Gulpen en omgeving tot het Land van ’s-Hertogenrade en dus tot de Nederlanden, maar waren de heerlijkheden Wijlre, Wittem (met Eys, Mechelen, Epen, Wahlwiller en Nijswiller) en Slenaken Rijksheerlijkheden.
Na afloop van de Tachtigjarige Oorlog (1648) kwamen Spanje en de Republiek in het Partagetraktaat van 1661 een verdeling van de Landen van Overmaas overeen. Het Staatse deel van het Land van ’s-Hertogenrade bevatte Gulpen, Margraten en Vaals. De Rijksheerlijkheden Wijlre, Wittem en Slenaken waren niet bij de verdeling betrokken en bleven ‘Duits’. In 1732 wist de heer van Wittem, Ferdinand von Plettenberg, de heerlijkheid Wittem tot Rijksgraafschap te verheffen. Hij verwierf ook de heerlijke rechten van Gulpen en Slenaken, maar zijn zoon wist die niet te behouden. 
De situatie in Gulpen, Wittem, Wijlre en Slenaken bleef bestaan tot de inlijving van de Zuidelijke Nederlanden, inclusief de Landen van Overmaas, bij de Franse Republiek in 1795. Het grootste deel van het gebied van de huidige provincies Nederlands- en Belgisch Limburg werd een nieuw Frans departement: Nedermaas (Meuse-Inférieure). Gulpen, Wijlre, Wittem en Slenaken werden communes (gemeenten) in het kanton Wittem, dat verder ook Margraten en Vaals omvatte. In 1802 werd het kanton uitgebreid met de communes Schin op Geul, Oud-Valkenburg, Strucht, Noorbeek en Mheer en heette toen kanton Gulpen, met Gulpen als hoofdplaats. 
Vanaf 1815 werd het gebied als onderdeel van de provincie Limburg deel van het Koninkrijk der Nederlanden. Na de onafhankelijkheidsverklaring van België in 1830 behoorde dit deel van Limburg van 1830 tot 1839 officieel bij het koninkrijk België. Gulpen, Wijlre, Wittem en Slenaken vormden in de 19e en 20e eeuw zelfstandige gemeenten.
Bij de gemeentelijke herindeling van 1 januari 1982 werd de voormalige gemeente Wijlre bij Gulpen gevoegd en de voormalige gemeente Slenaken bij Wittem. De huidige gemeente is op 1 januari 1999 ontstaan uit de samenvoeging van de voormalige gemeenten Gulpen en Wittem. De twee fuserende gemeenten waren ongeveer even groot qua inwonertal (ca. 8000). Het gemeentehuis werd echter gevestigd in Gulpen, de grootste kern, in een voormalig kloostergebouw.
Zie voor verdere informatie de geschiedenisparagrafen in de afzonderlijke artikelen over de dorpen binnen de gemeente.

## Erfgoed, bezienswaardigheden

### Beschermde dorpsgezichten
In Gulpen-Wittem zijn door het Rijk een viertal beschermde dorpsgezichten aangewezen. Gulpen-Wittem is echter ook een van de weinige gemeenten in Nederland waar de beschermde status van een dorpsgezicht (voormalig rijksbeschermd gezicht Höfke / Schweiberg Westelijk Deel) in verband met ernstige aantasting naderhand is ingetrokken.

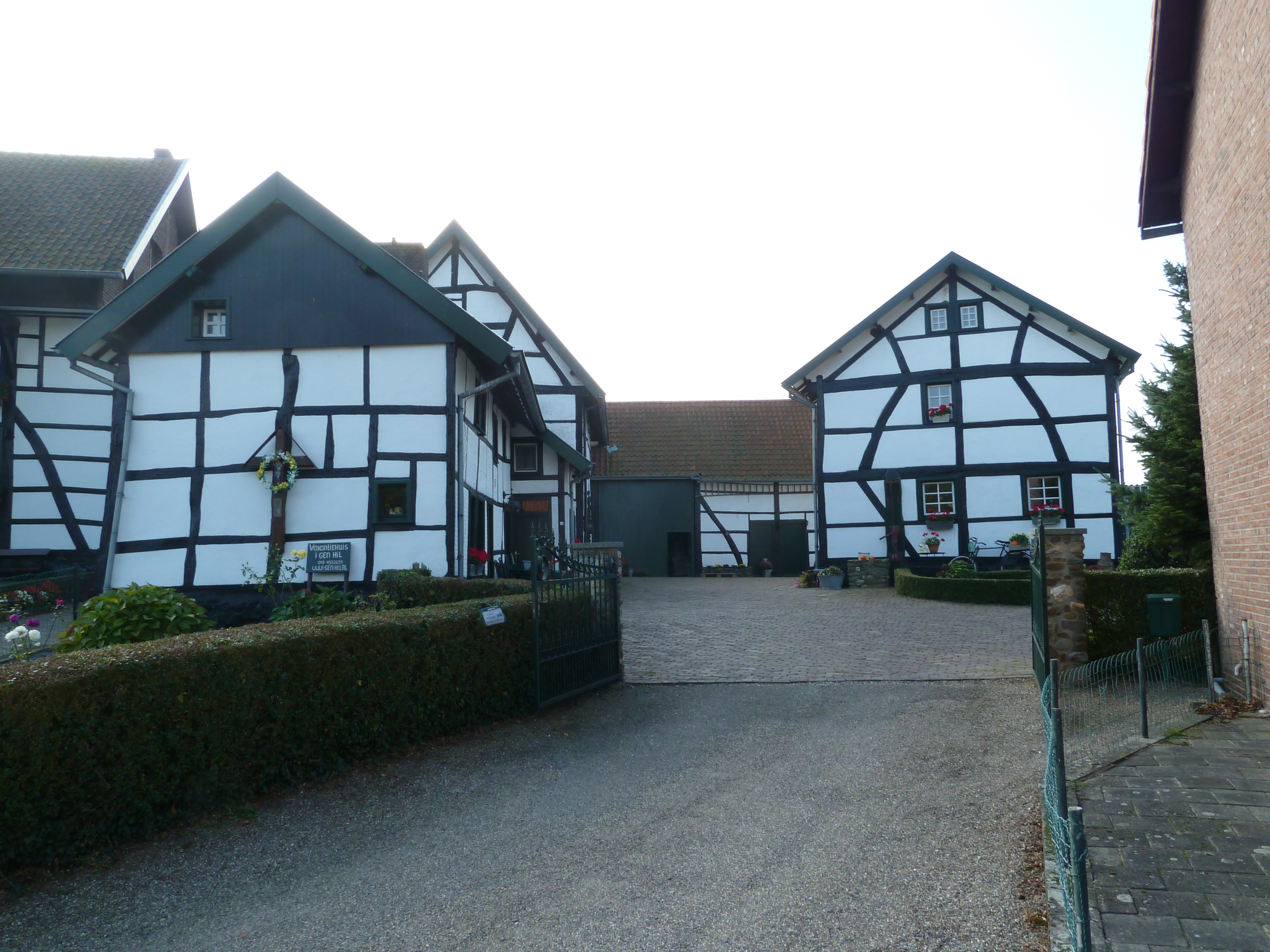
Dorpsgezicht Helle
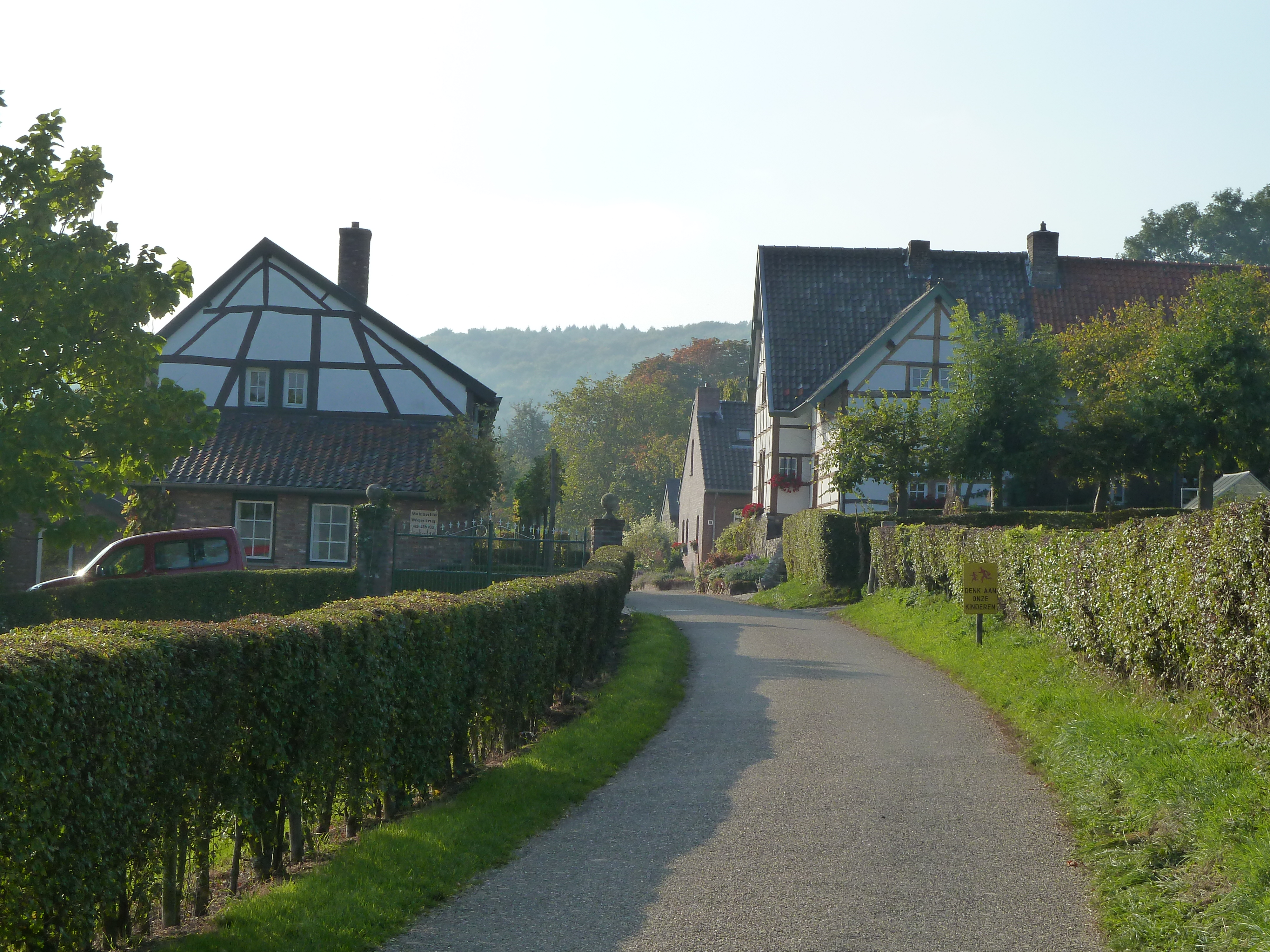
Dorpsgezicht Diependal
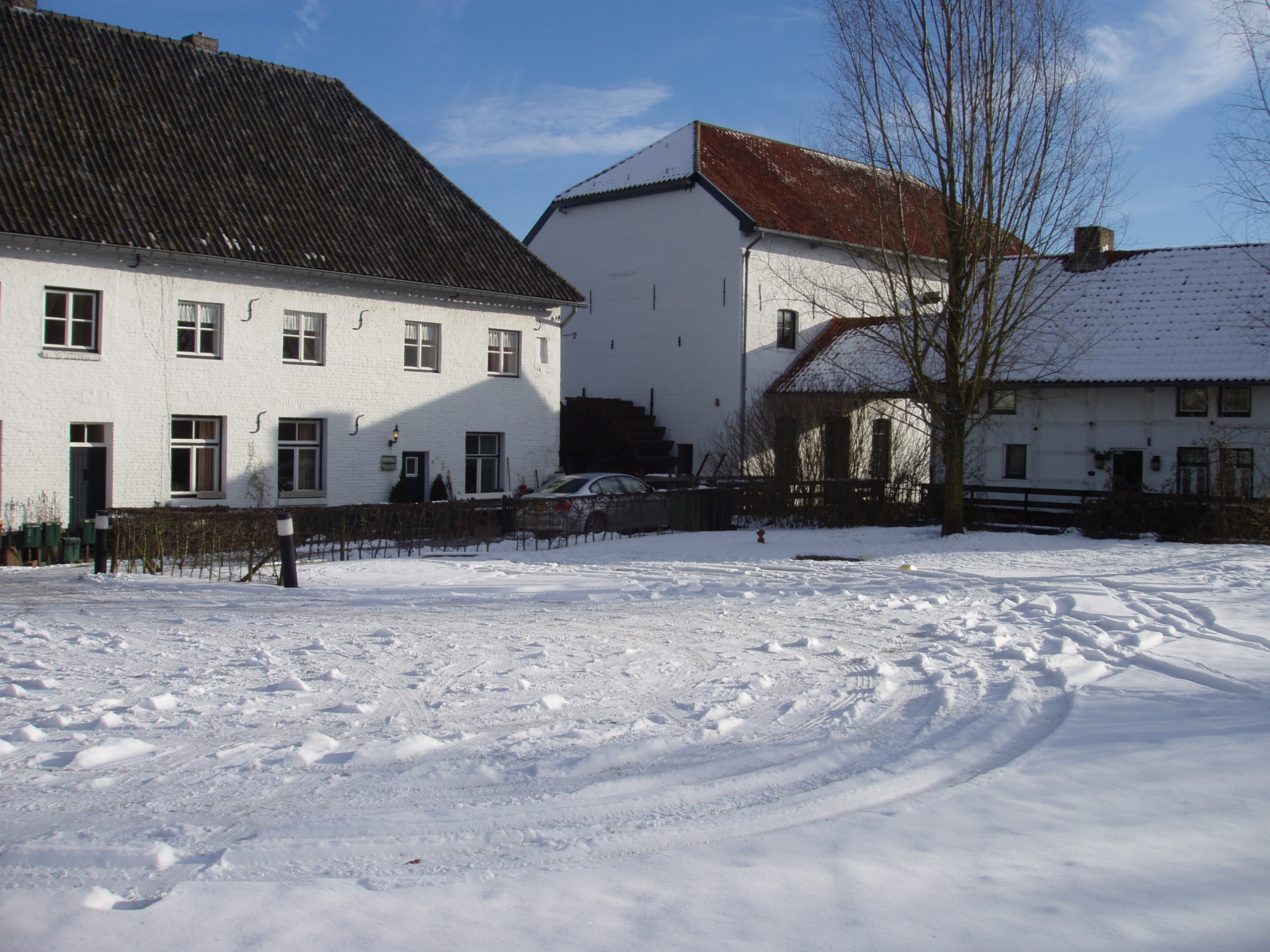
Dorpsgezicht Höfke
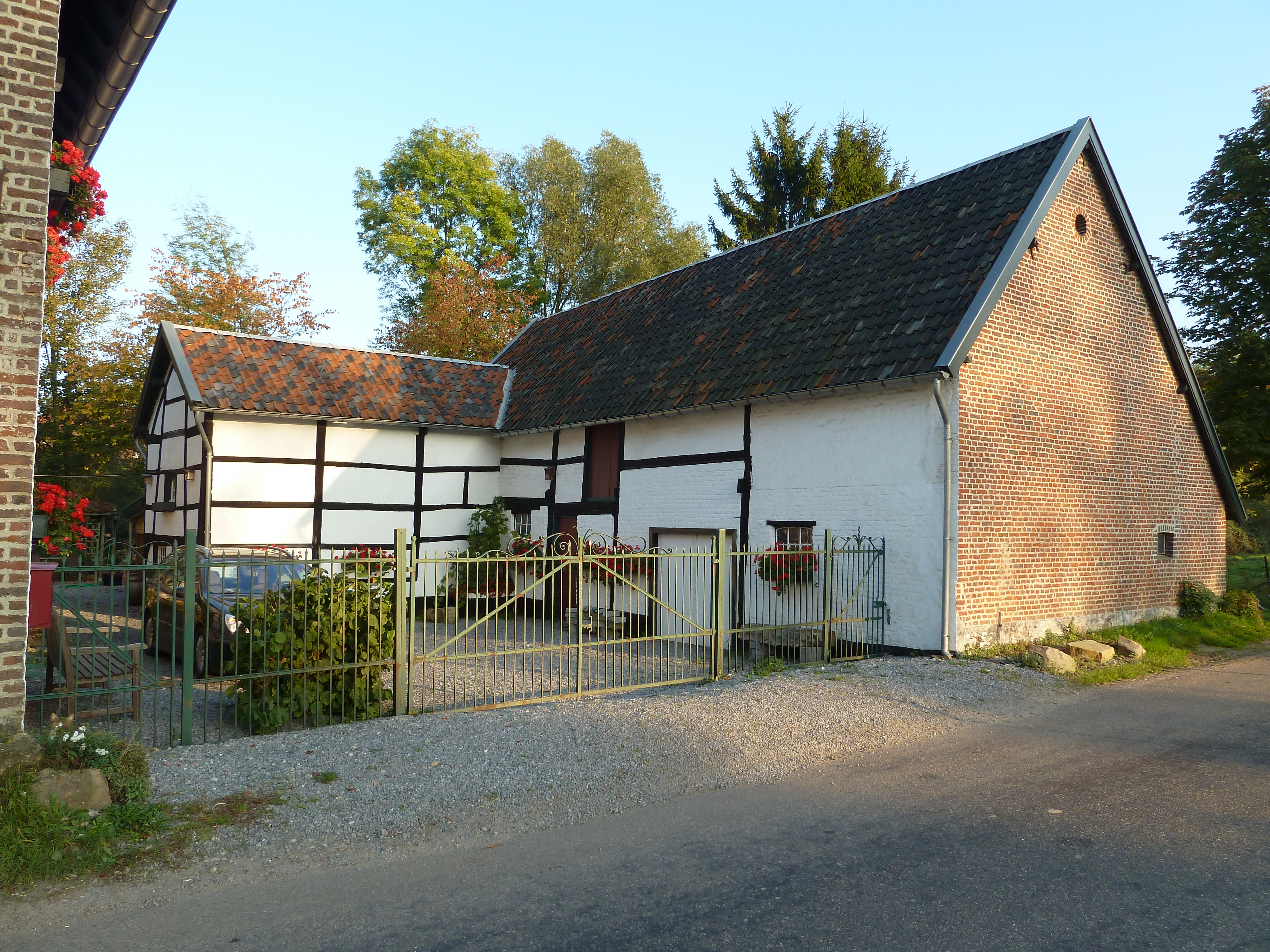
Dorpsgezicht Terziet

### Rijksmonumenten
De gemeente Gulpen-Wittem telt 289 rijksmonumenten, waarmee het qua aantal monumenten de 4e gemeente in Limburg is.

#### Kerken en kloosters
De grotere dorpen in de gemeente hebben alle een eigen kerkgebouw, die allemaal de status van rijksmonument hebben.
- Sint-Petruskerk te Gulpen, grote neoromaanse kerk uit 1924 naar ontwerp van Caspar Franssen.
- Sint-Gertrudiskerk te Wijlre, neoclassicistisch gebouw uit 1835, later sterk uitgebreid.
- Sint-Agathakerk te Eys, barokkerk van J.C. Schlaun en J.J. Couven uit 1734.
- Sint-Cunibertuskerk te Wahlwiller, romaans zaalkerkje, dat in de 17e eeuw werd verhoogd; koor uit 1936.
- Sint-Dionysiuskerk te Nijswiller, romaans zaalkerkje, in 1905 door Pierre Cuypers vergroot en sterk gewijzigd.
- Sint-Jan de Doperkerk te Mechelen, oorspronkelijk neoclassicistische zaalkerk van Mathias Soiron uit 1810, later sterk gewijzigd en uitgebreid.
- Sint Paulusbekering te Epen, eenvoudige waterstaatskerk uit 1840.
- Franciscus van Assisikerk te Reijmerstok
- Sint-Remigiuskerk te Slenaken, eenvoudige barokkerk uit 1793.

Daarnaast staat er in Gulpen nog de oude rijksmonumentale kerktoren van Gulpen, een restant van de vroegere, romaanse dorpskerk. Ook in Gulpen bevindt zich de moderne Toeristenkerk van de Protestantse gemeente, waarvan slechts het Müller-orgel uit 1846 bescherming geniet onder de Monumentenwet. De Toeristenkerk vervangt het Leopoldskerkje dat in Gulpen gestaan heeft.
In de gemeente zijn vier kloostercomplexen gelegen, waarvan alleen de eerste twee rijksmonumenten zijn:
- Redemptoristenklooster te Wittem, een van oorsprong 18e-eeuws klooster, dat in de 19e en 20e eeuw sterk is gewijzigd.
- Klooster Hoogcruts te Hoogcruts, voormalig klooster net over de gemeentegrens met Eijsden-Margraten; ondanks de monumentenstatus grotendeels tot ruïne vervallen.
- Redemptoristinnenklooster Mariëndaal te Partij, gebouwd midden 19e eeuw.
- Voormalig klooster te Gulpen, ontworpen door Alphons Boosten in 1932, thans in gebruik als gemeentehuis.
- Voormalig zustersklooster aan de Hilleshagerweg 7 in Mechelen, klooster uit 1937; verbouwd tot appartementencomplex.
- Klooster Maria ter Engelen in Mechelen, nonnenklooster uit 1978, in 2013 gesloten.
- Arnold Janssenklooster in Wahlwiller, nonnenklooster uit 1950.

In Epen bevindt zich in een idyllische omgeving tevens de buitensociëteit Emmaüs uit 1905 van de paters redemptoristen uit Wittem. Verder zijn er verspreid over de gemeente vele wegkapelletjes en veldkruizen te vinden. Bekend is ook het grote Mariabeeld op een zuil boven op de Gulperberg.

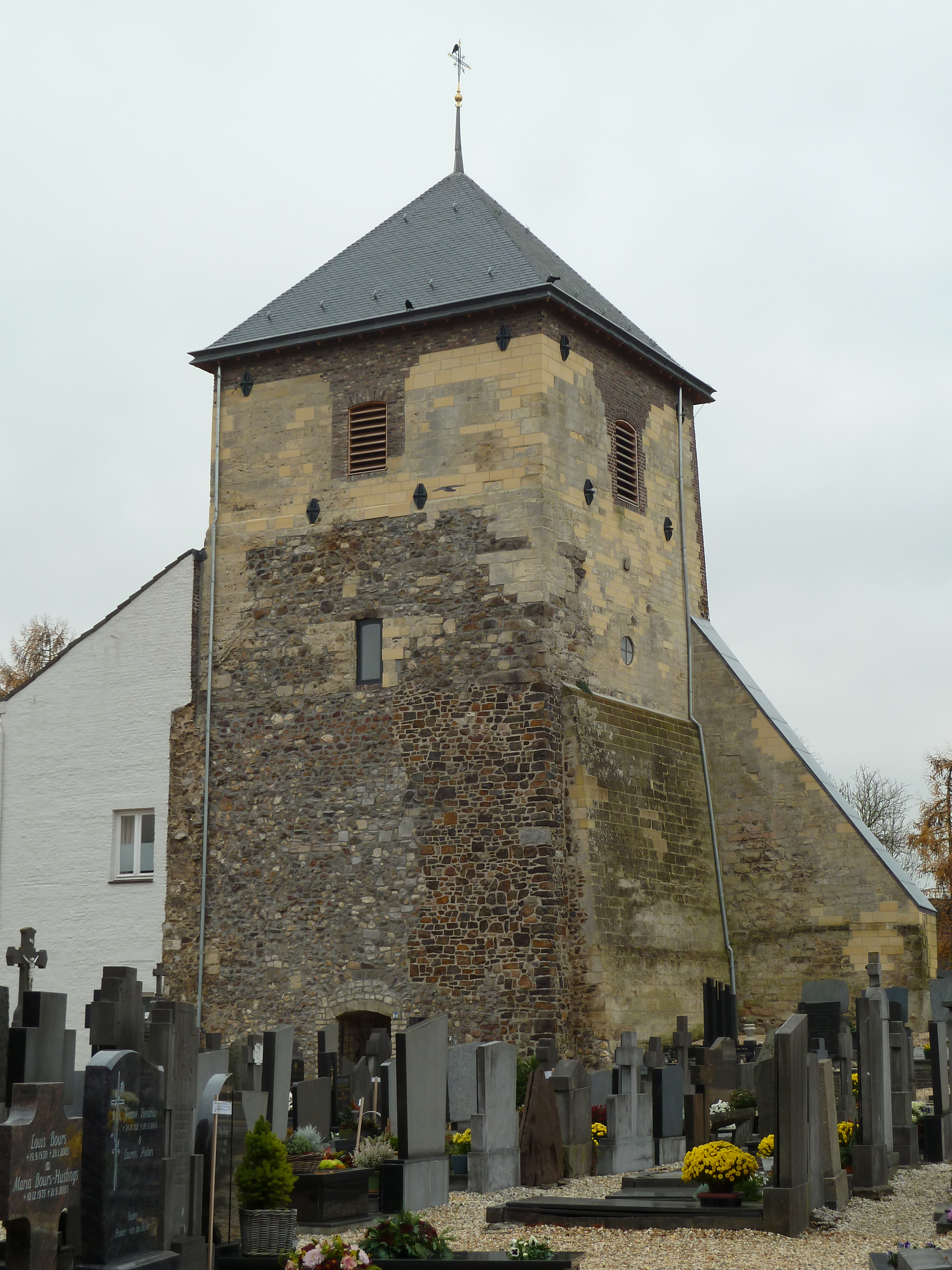
Oude kerktoren, Gulpen
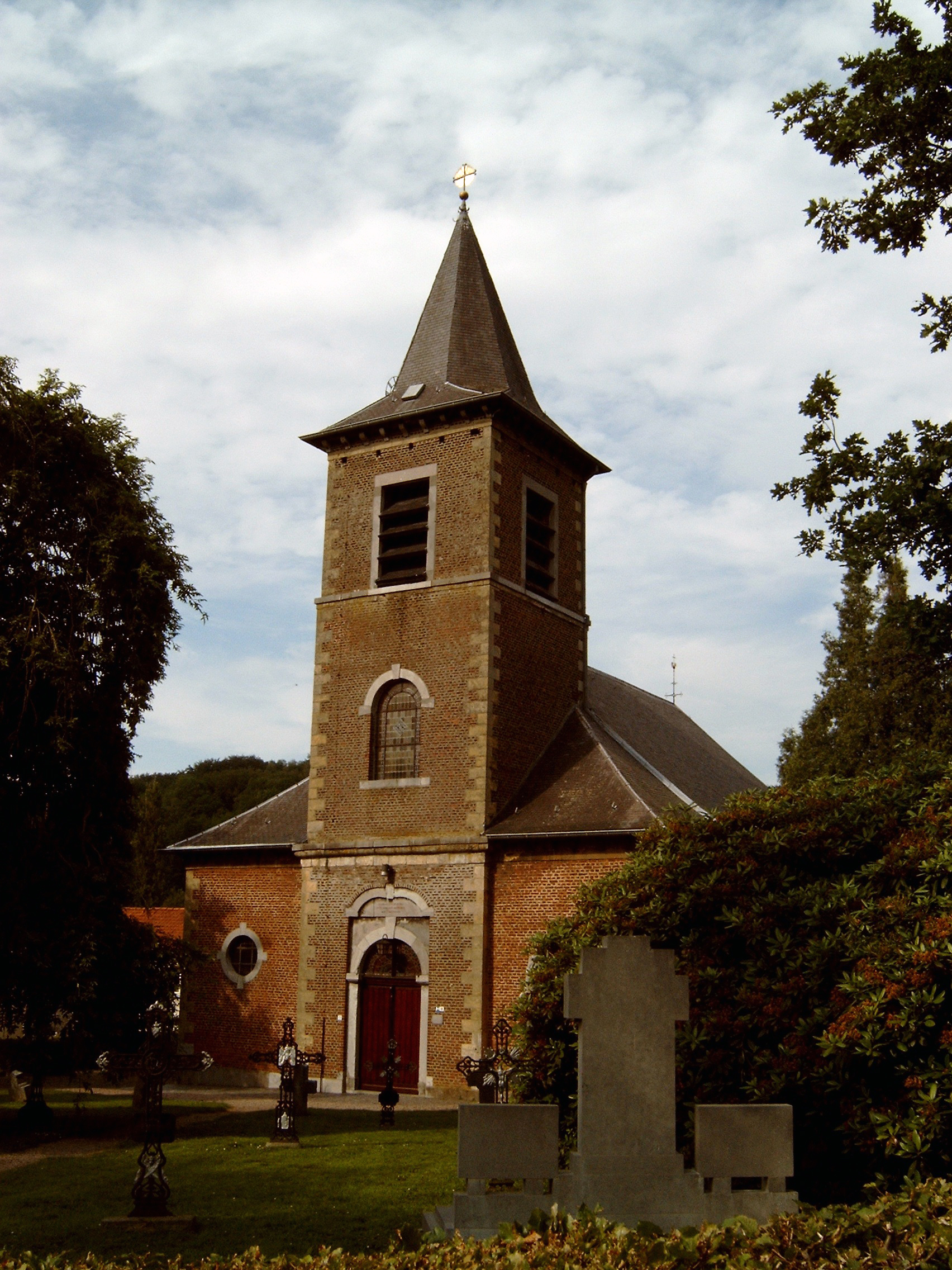
Remigiuskerk, Slenaken
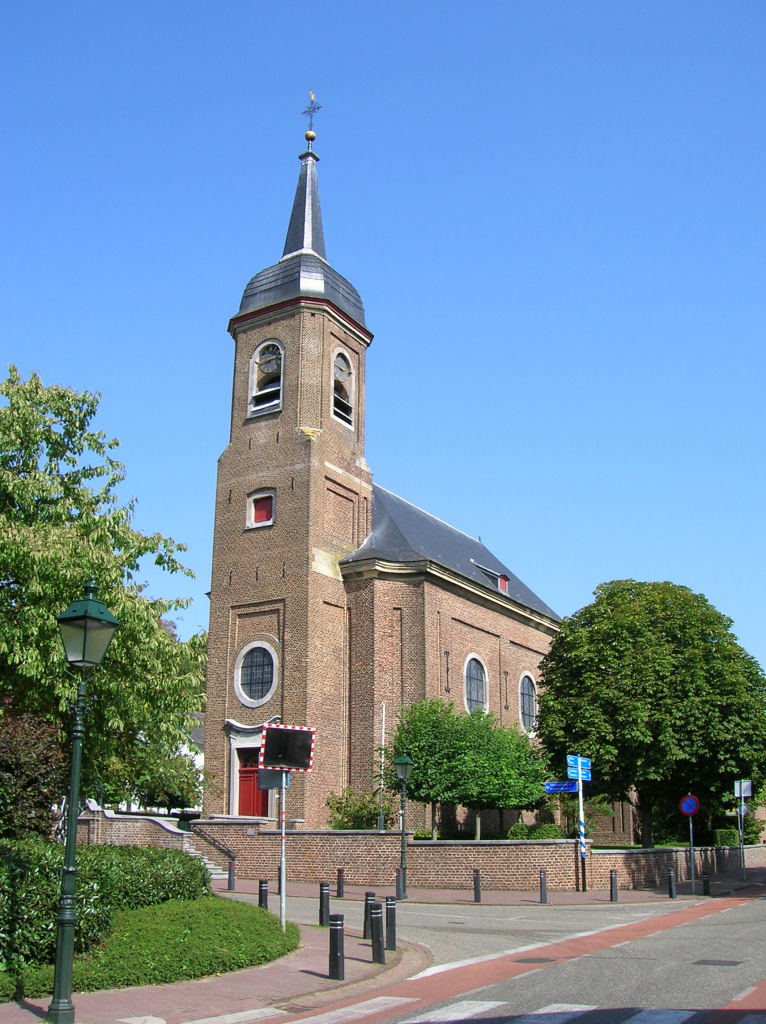
Agathakerk, Eys
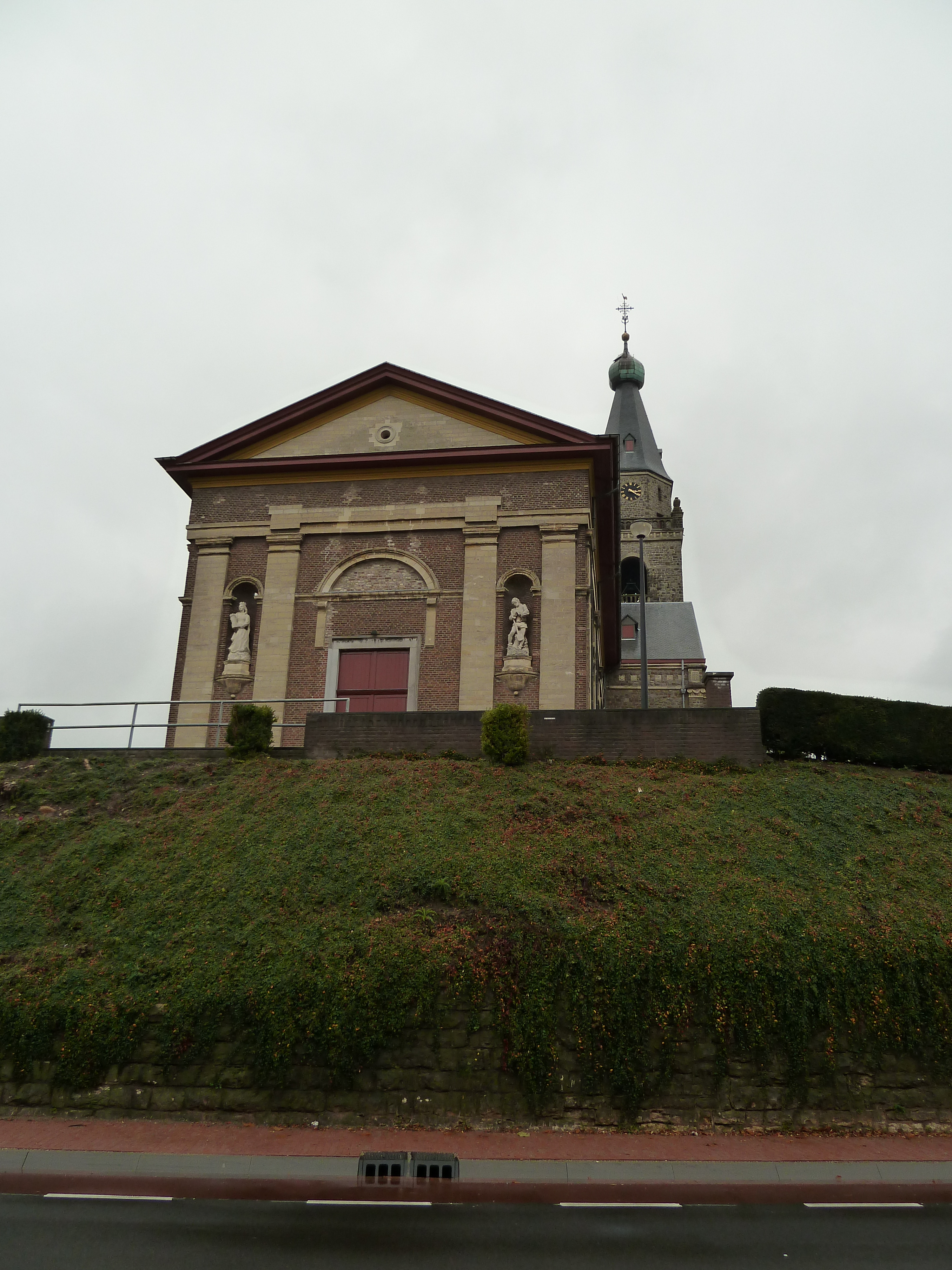
Gertrudiskerk, Wijlre

#### Kastelen

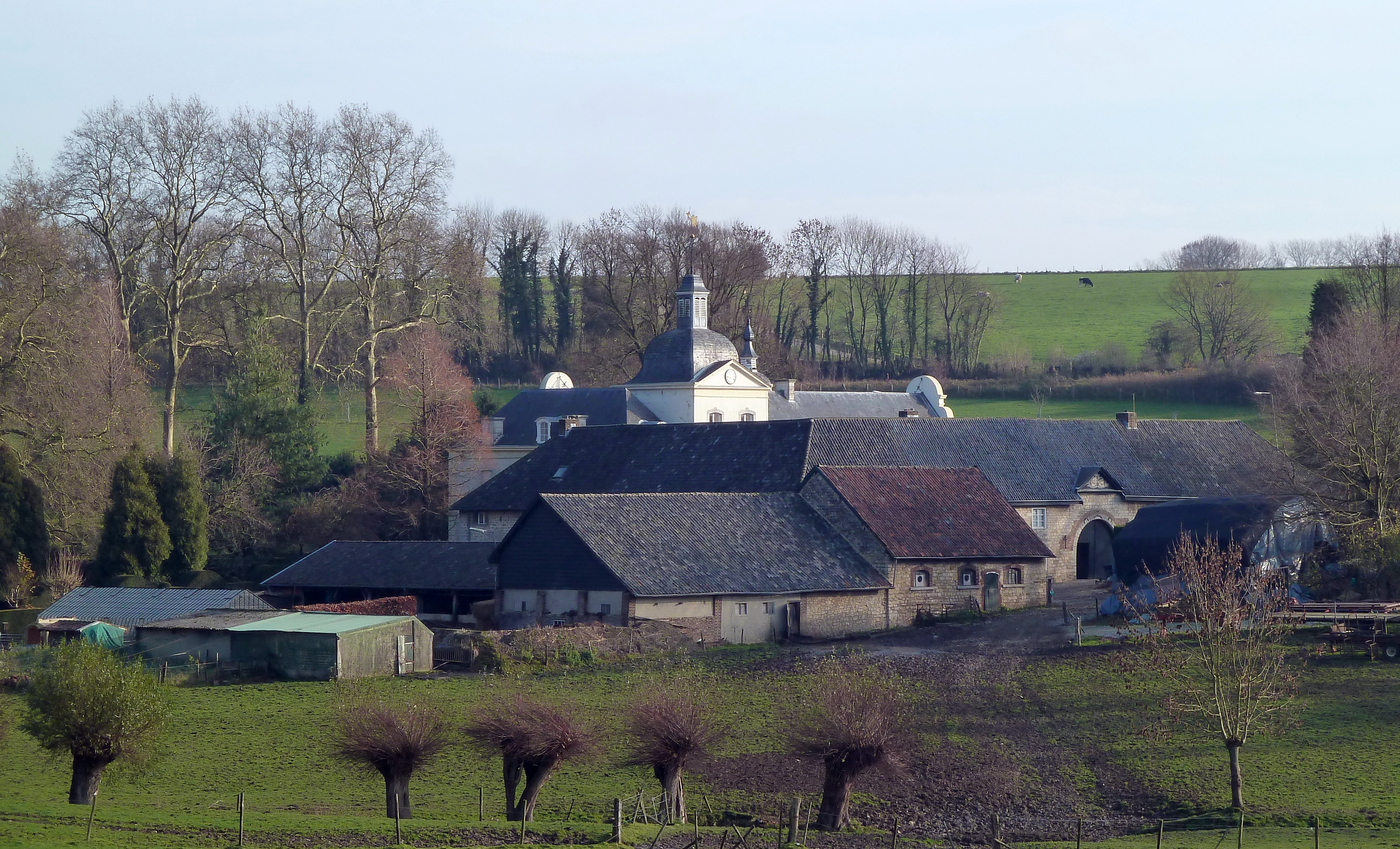
Kasteel Goedenraad in het dal van de Eyserbeek

De gemeente Gulpen-Wittem telt een zestal kastelen en landhuizen:
- Kasteel Neubourg te Gulpen, een van oorsprong een middeleeuwse burcht, in de 18e eeuw verbouwd tot barok lustslot, in de 19e eeuw verder uitgebouwd.
- Kasteel Wittem, het middeleeuwse kasteel van de heren van Wittem, deels 15e-eeuws, thans in gebruik als hotel-restaurant.
- Kasteel Wijlre en Kasteel Cartils te Wijlre, twee van oorsprong middeleeuwse kastelen, in de 17e eeuw verbouwd in de stijl van de Maaslandse renaissance; Cartils werd eind 19e eeuw sterk gewijzigd.
- Kasteel Goedenraad in Eys, een middeleeuwse kasteel dat in de late 18e eeuw werd verbouwd tot landhuis.
- Kasteel Nijswiller te Nijswiller, een van oorsprong middeleeuws kasteel, dat door talloze verbouwingen en moderniseringen veel van zijn authenticiteit is verloren.

Kasteel Neubourg is de "nieuwe burcht". Ten noorden van Gulpen ligt de abschnittsmotte Gracht Burggraaf, de "oude burcht" van Gulpen. Bij Eys ligt de motte Eys op de Boerenberg. Van het Kasteel Groenendaal in Billinghuizen is nog slechts de kasteelhoeve over. Het Kasteel Karsveld in Waterop is in feite een herenhuis uit ca. 1900 met enkele oudere restanten.

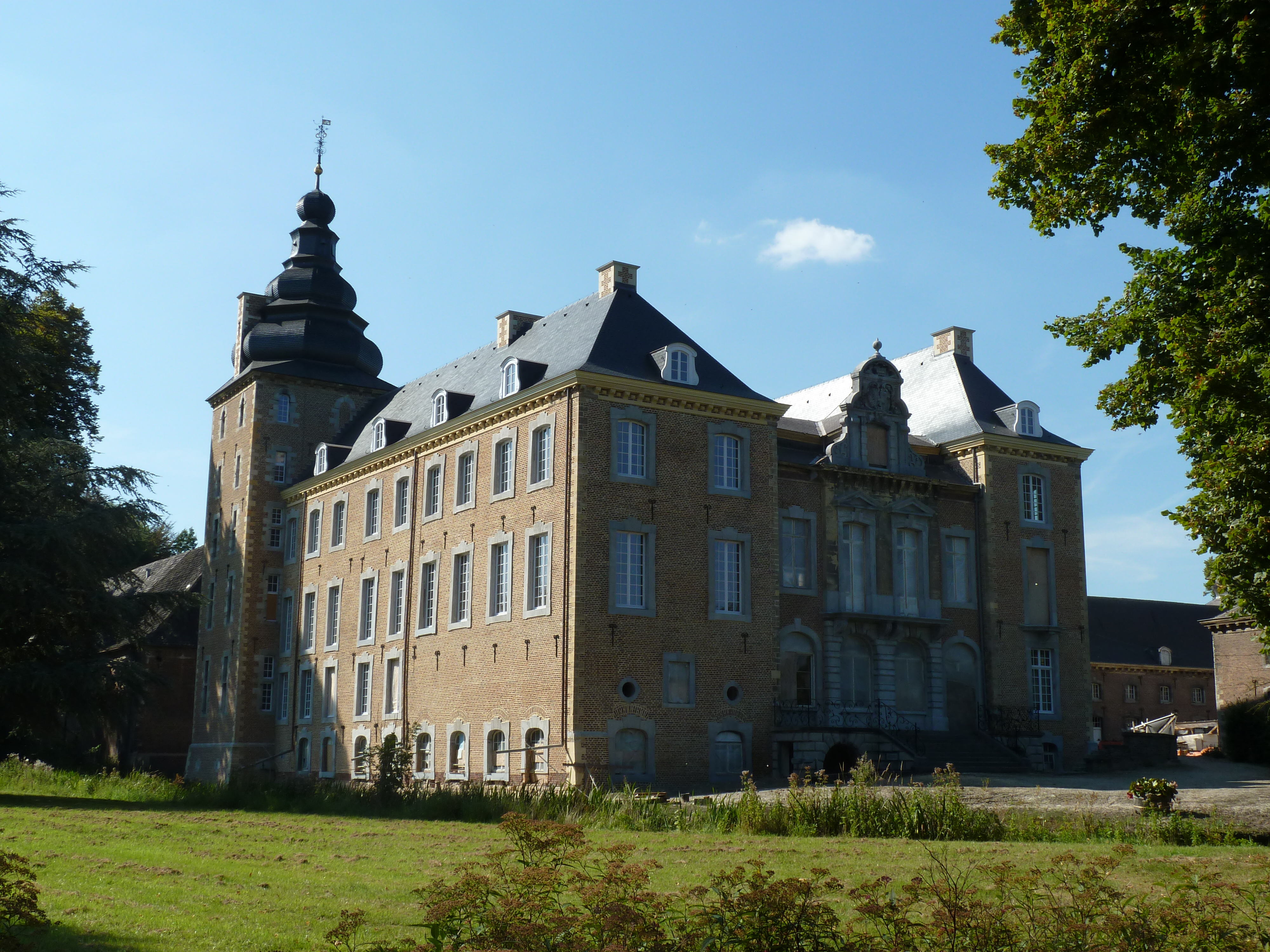
Kasteel Neubourg
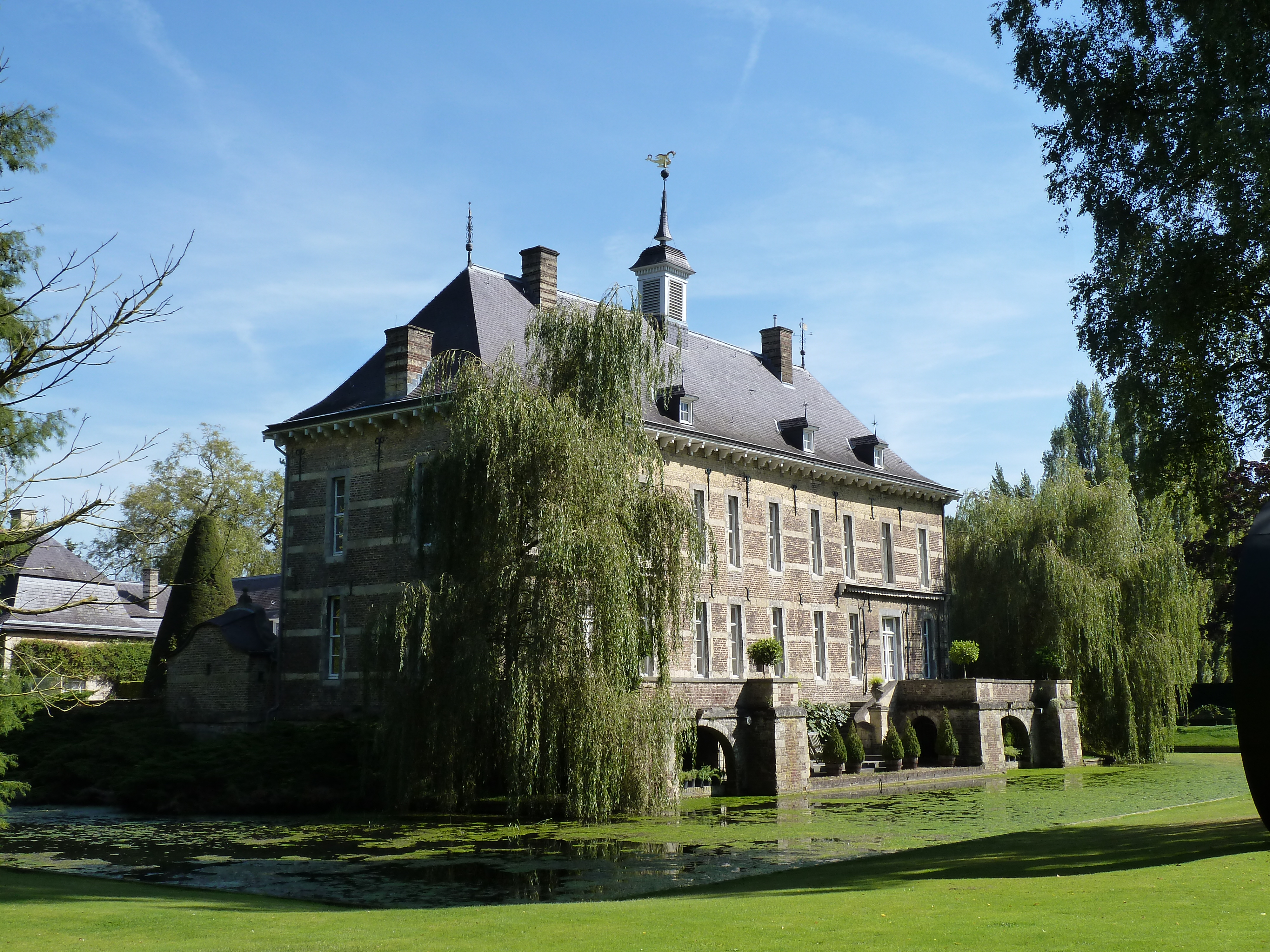
Kasteel Wijlre
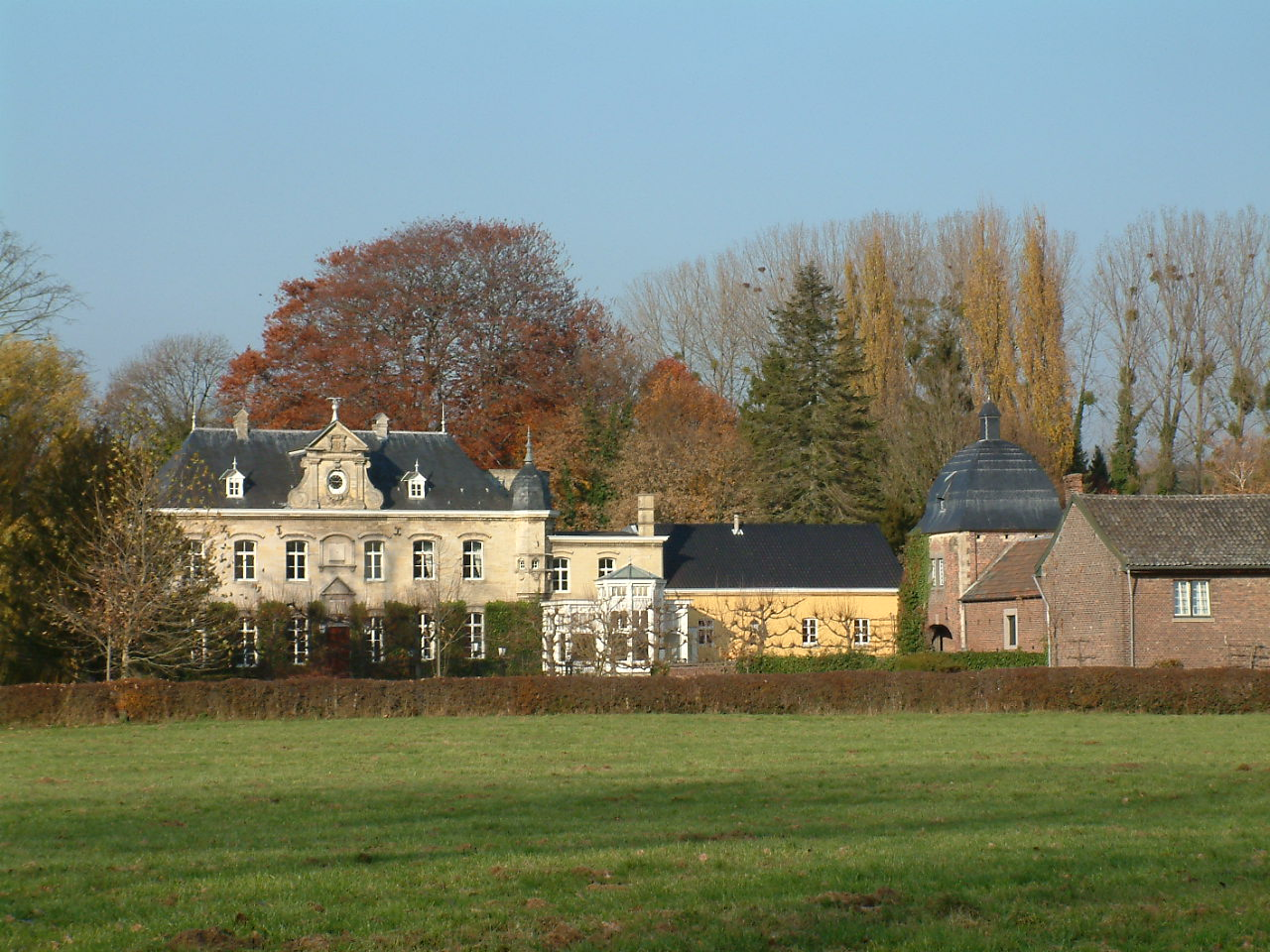
Kasteel Cartils
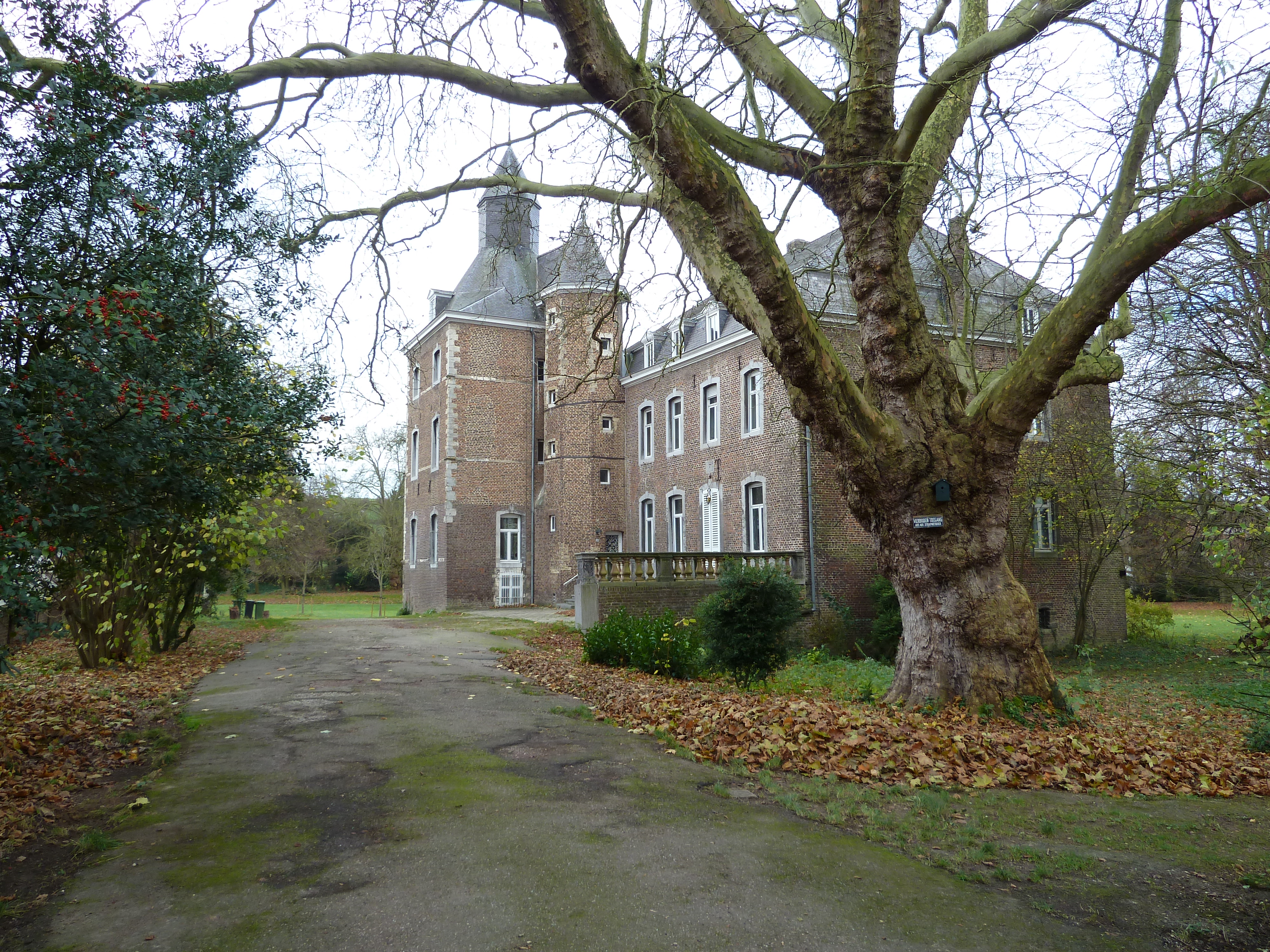
Kasteel Nijswiller

#### Boerderijen
In alle dorpen en gehuchten van de gemeente zijn monumentale carréhoeves en vakwerkboerderijen te vinden. Inpossante hoeves zijn bijvoorbeeld De Wijngaard in Gulpen, Hoeve De Bek, tussen Gulpen en Partij gelegen, de Puthof in Reijmerstok, de Berghoven in Berghof bij Wijlre, de Etenakerhof in Etenaken en het Eperhuis en Hoeve Vernelsberg in Epen.

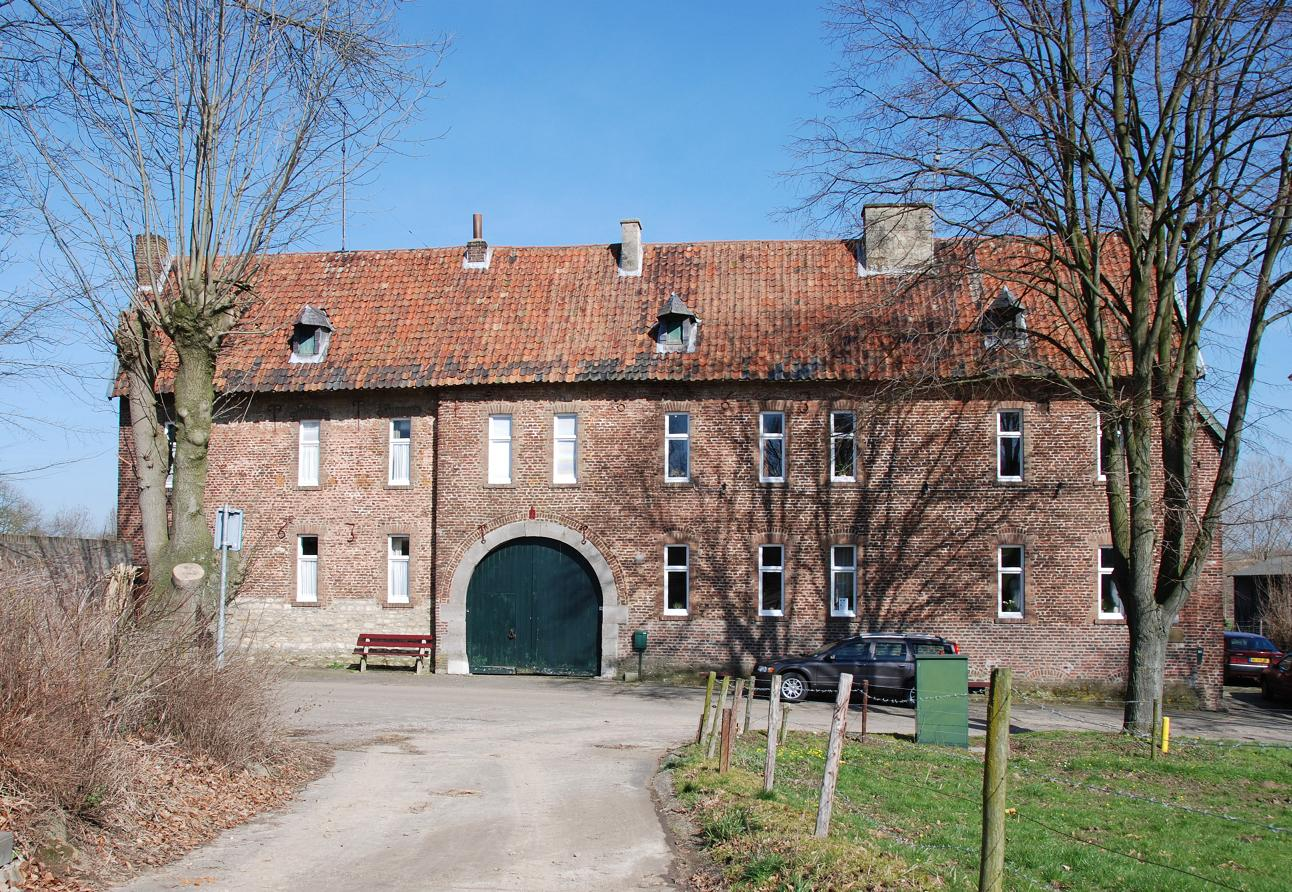
Hoeve De Bek, Gulpen
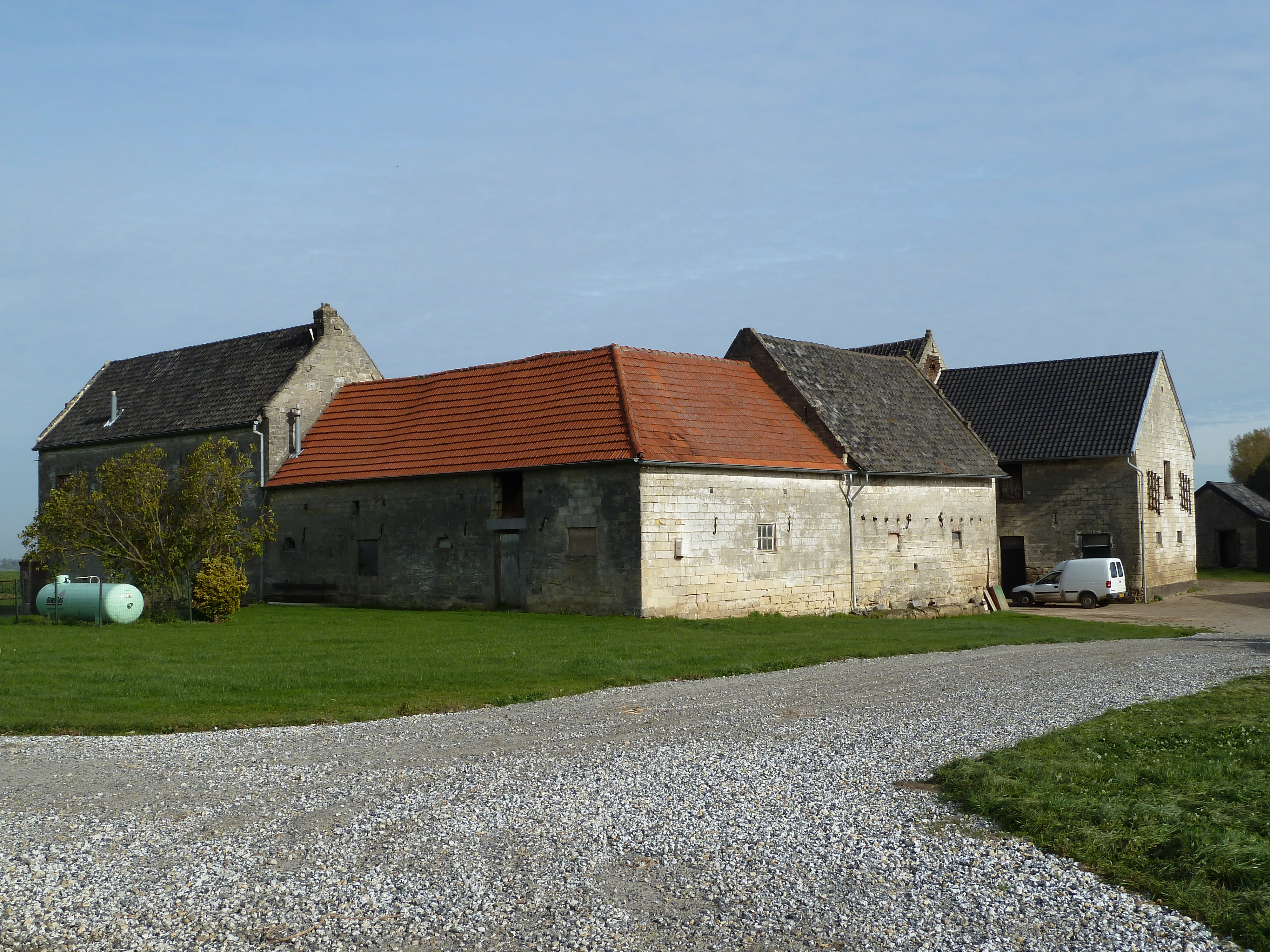
Berghof, Wijlre
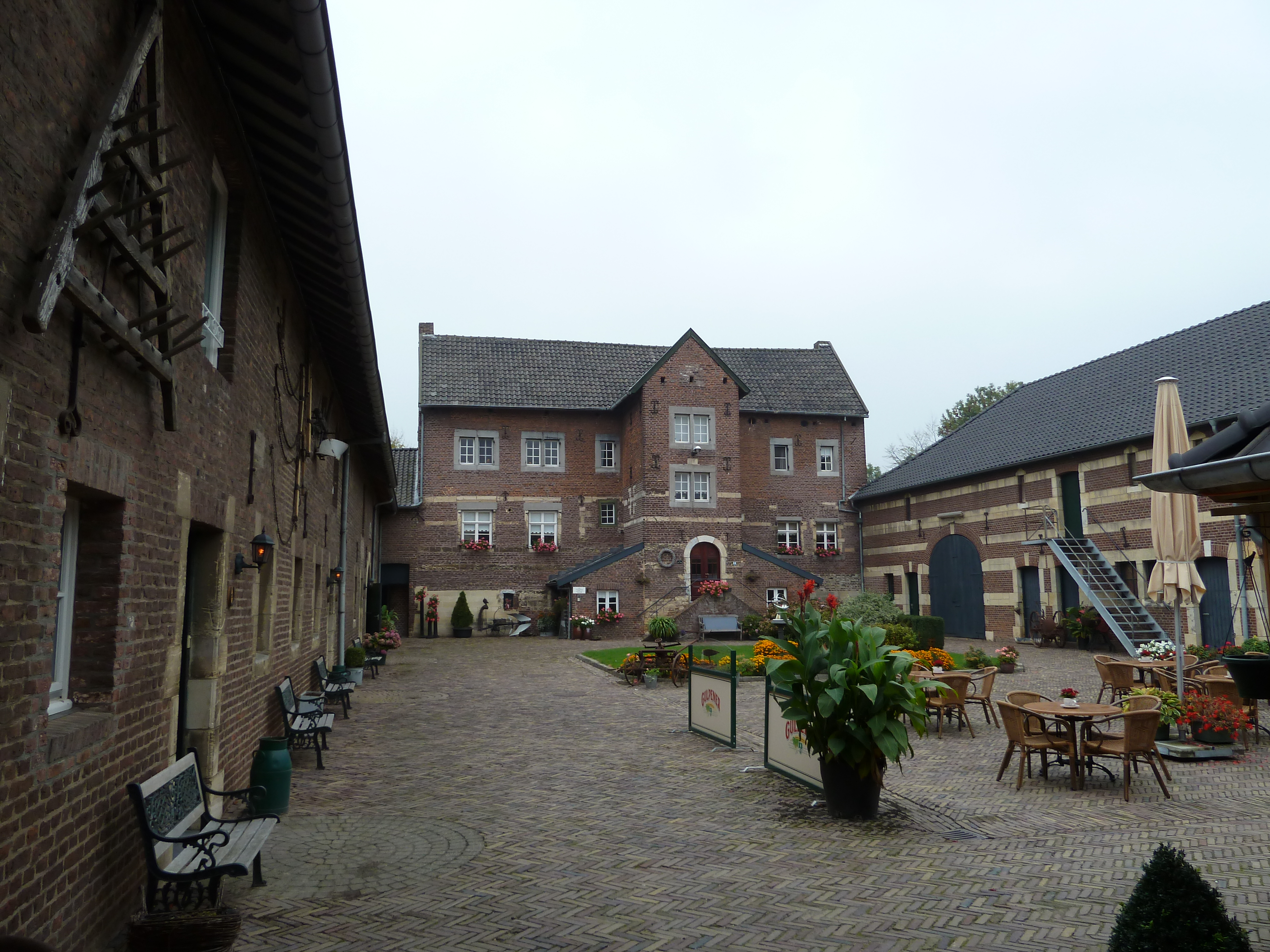
Puthof, Reijmerstok
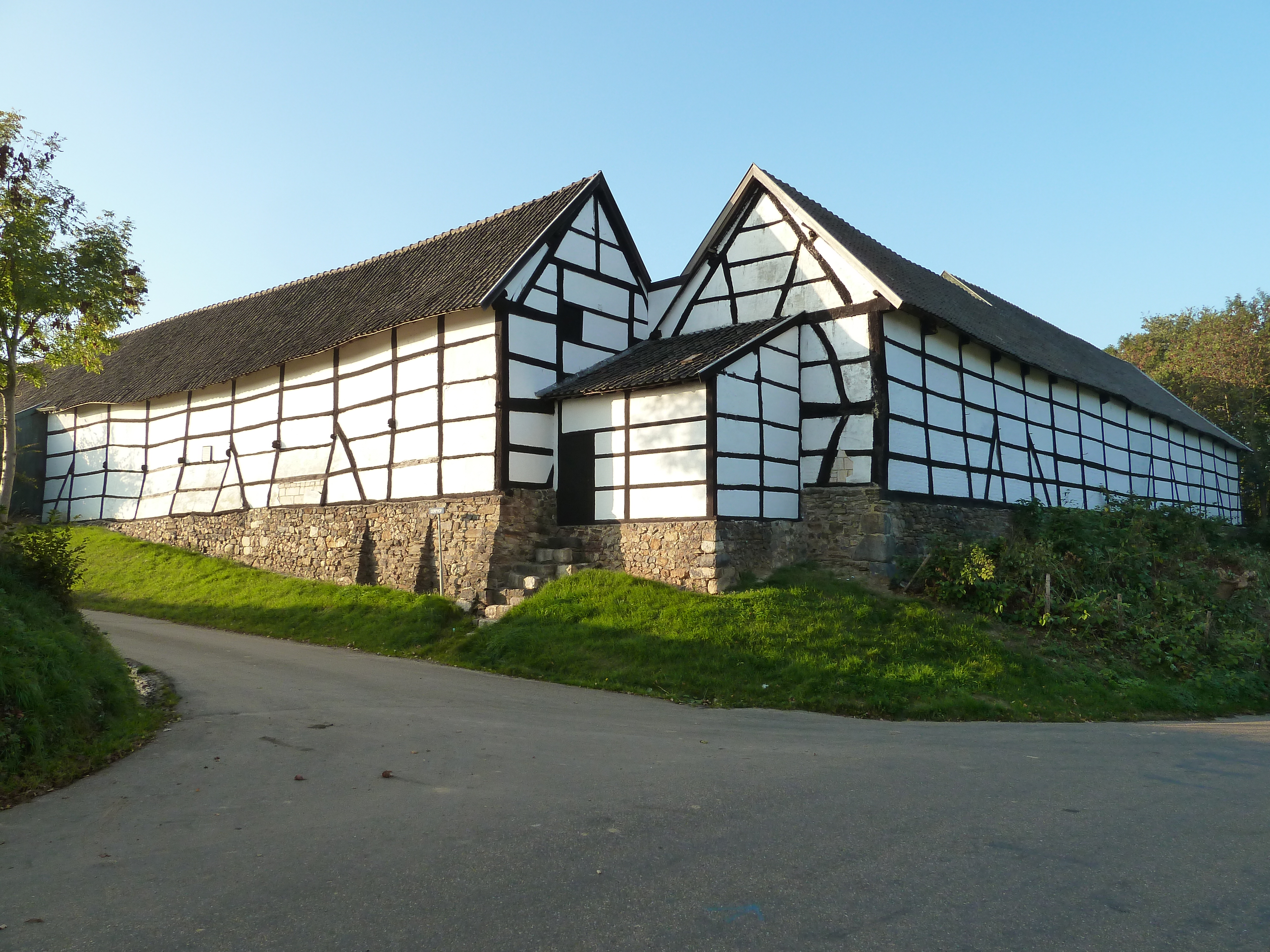
Eperhuis, Epen

#### Fabrieksgebouwen en molens
Aan de Rijksweg in Gulpen nemen de monumentale bedrijfsgebouwen van de Gulpener Bierbrouwerij en de Gulpener Azijn- en Mosterdfabriek een prominente plaats in.
Gulpen-Wittem telt een tiental watermolens, meer dan welke andere gemeente in Nederland ook. De aan de riviertjes de Geul en de Gulp gelegen molens zijn: de veldmolen en de Neubourger Molen in Gulpen, de Groenendalsmolen in Euverem, de Wittemermolen en de Molen van het Klooster Redemptoristen, beide in Wittem, de Molen van Otten in Wijlre, de Bovenste Molen en de Onderste of Commandeursmolen in Mechelen, de Eper Molen en de Volmolen in Epen en de Broekmolen (een voormalige molen) in Slenaken.

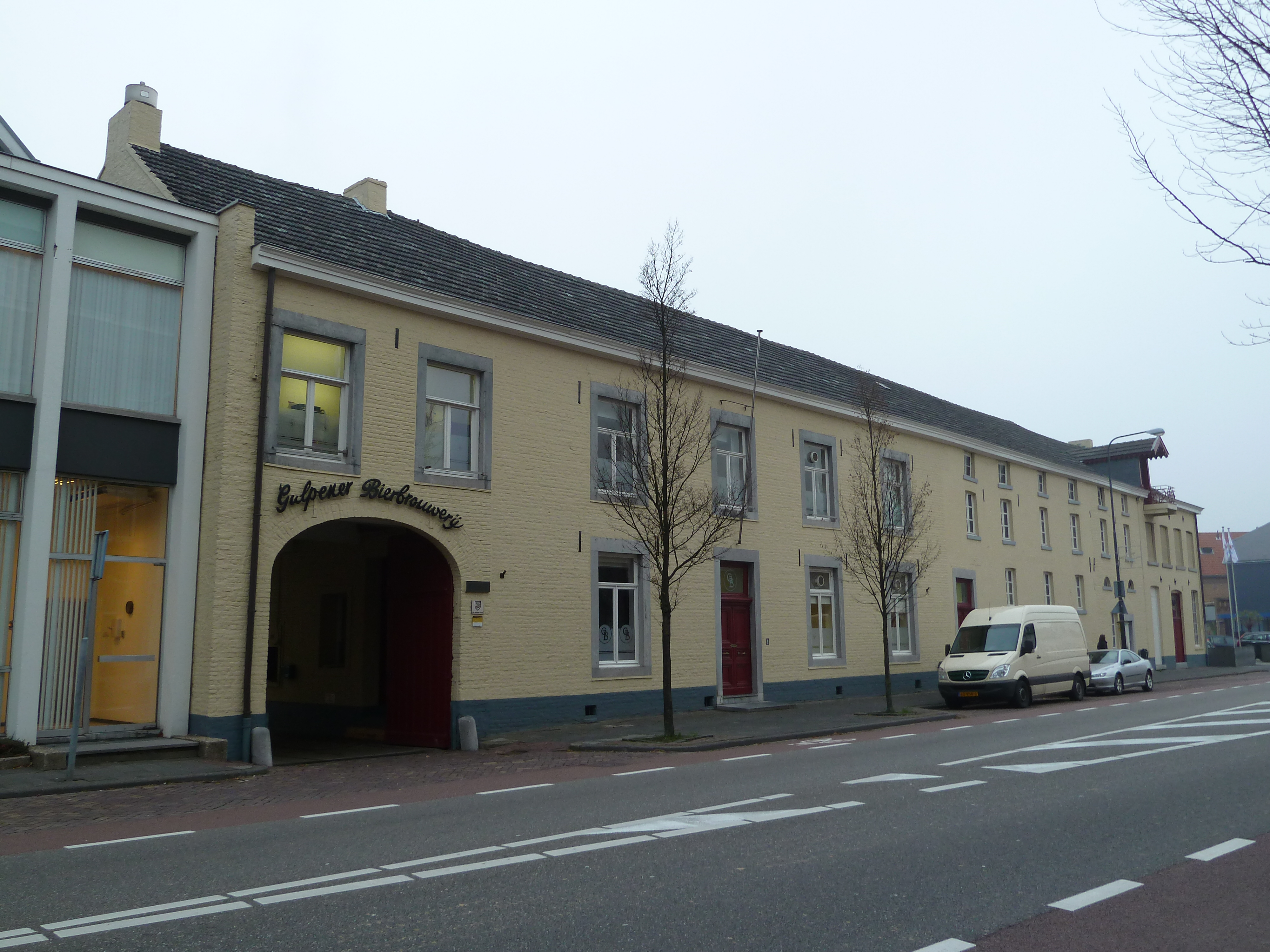
Gulpener Bierbrouwerij, Gulpen
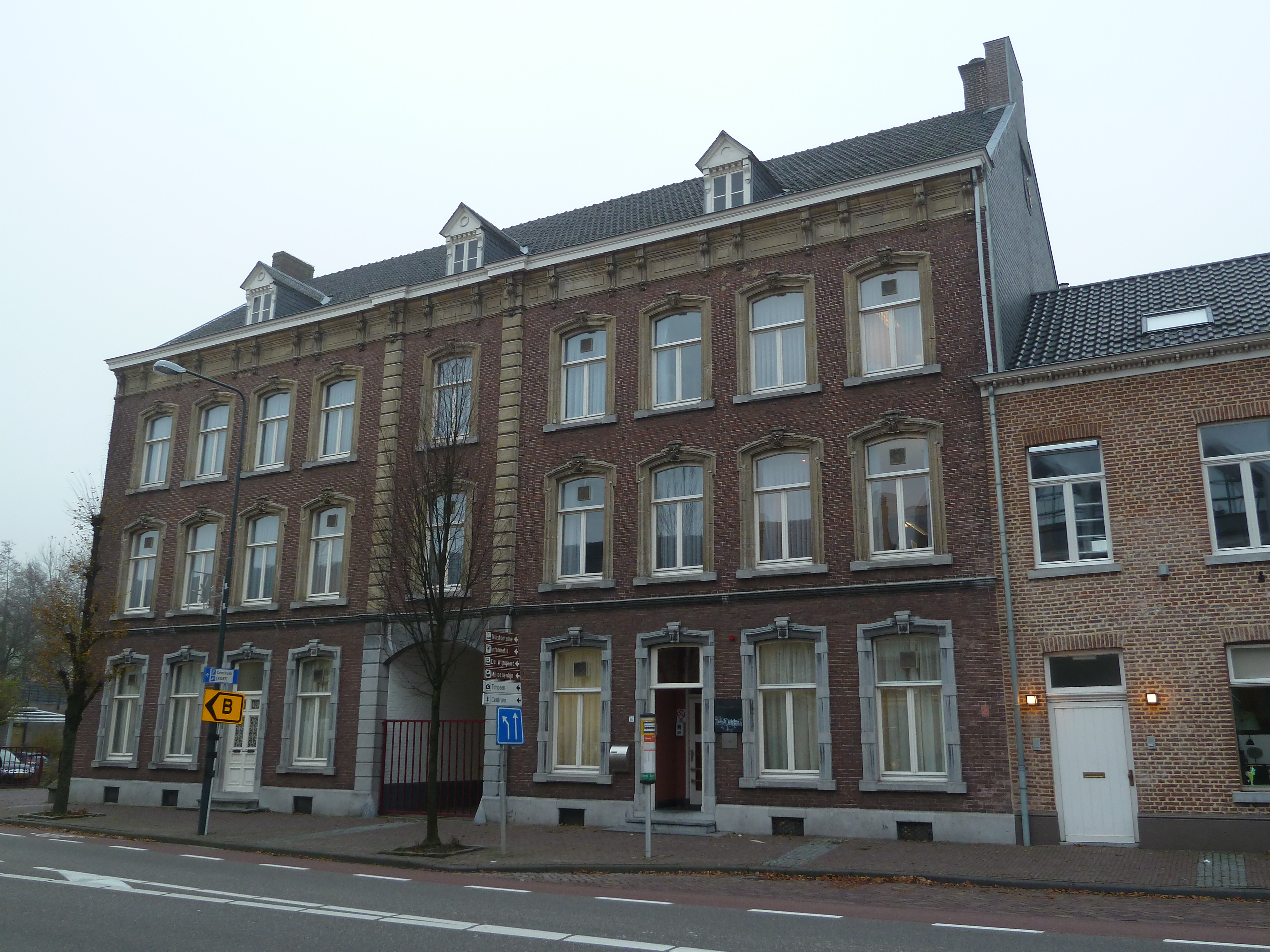
Directiegebouw azijnfabriek, Gulpen
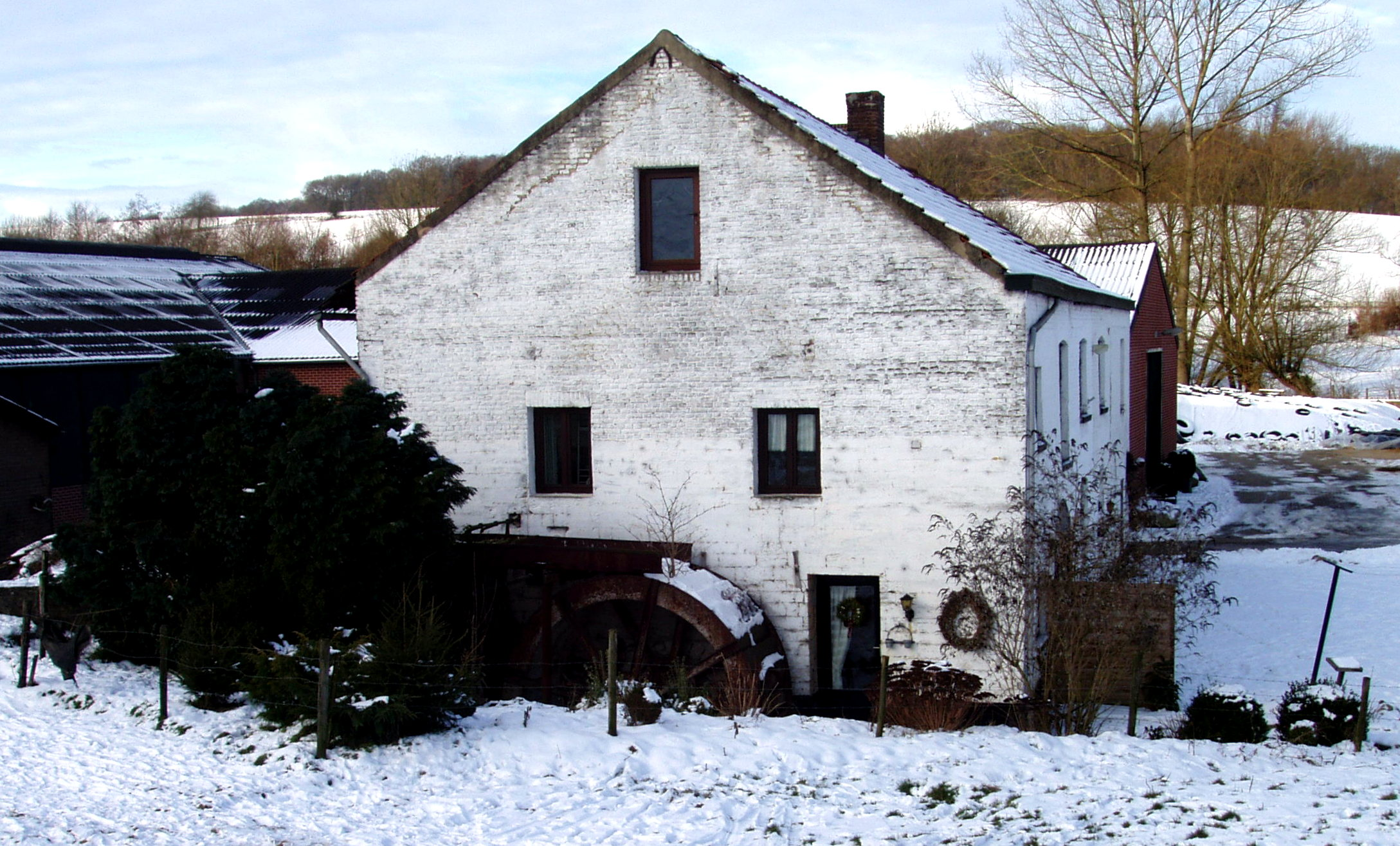
Groenendalsmolen, Euverem
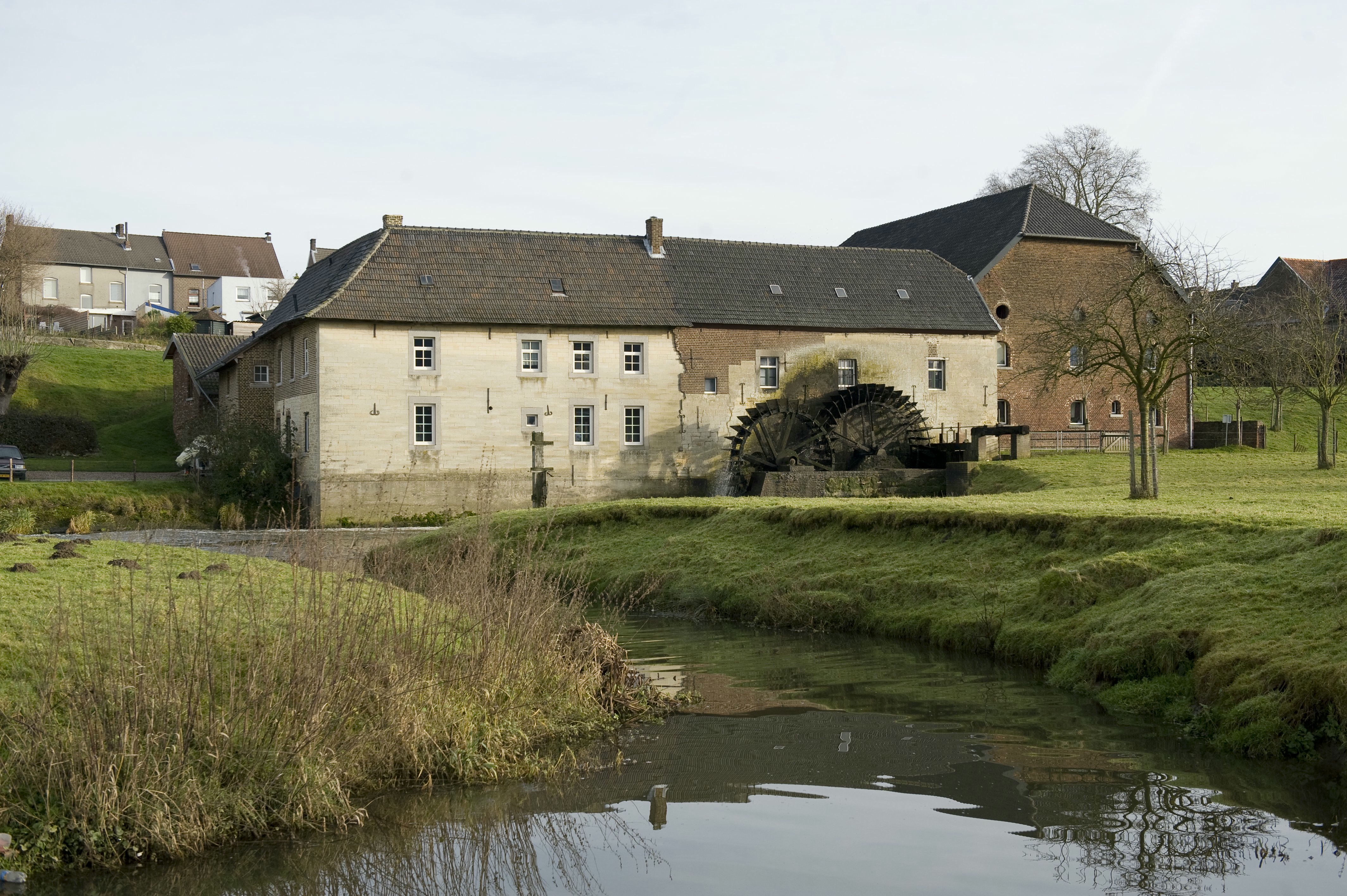
Molen van Otten, Wijlre

### Kunst in de openbare ruimte, oorlogsmonumenten
Verspreid over de gemeente zijn enkele kunstwerken en oorlogsmonumenten te vinden.

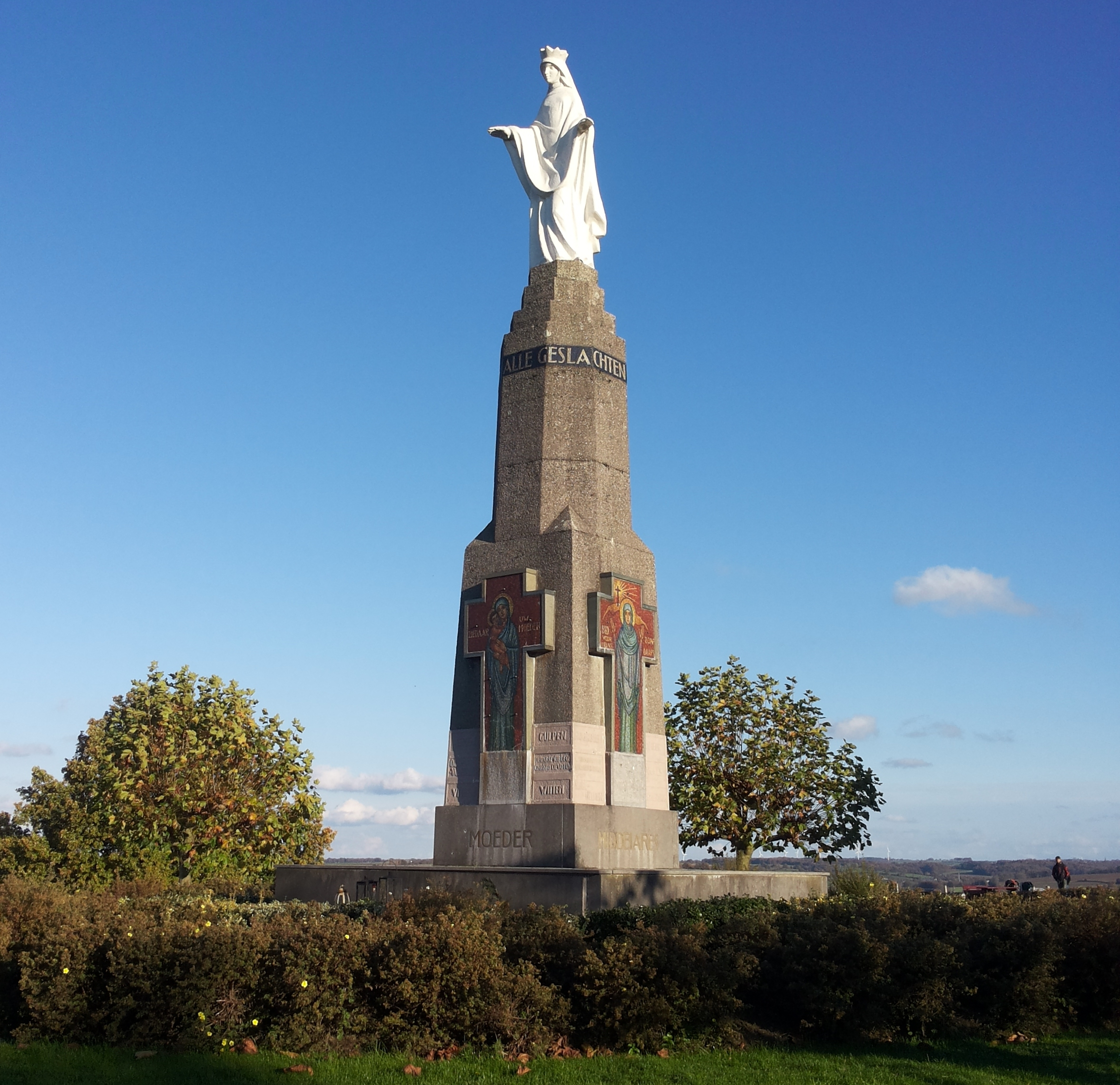
Mariamonument, Gulperberg
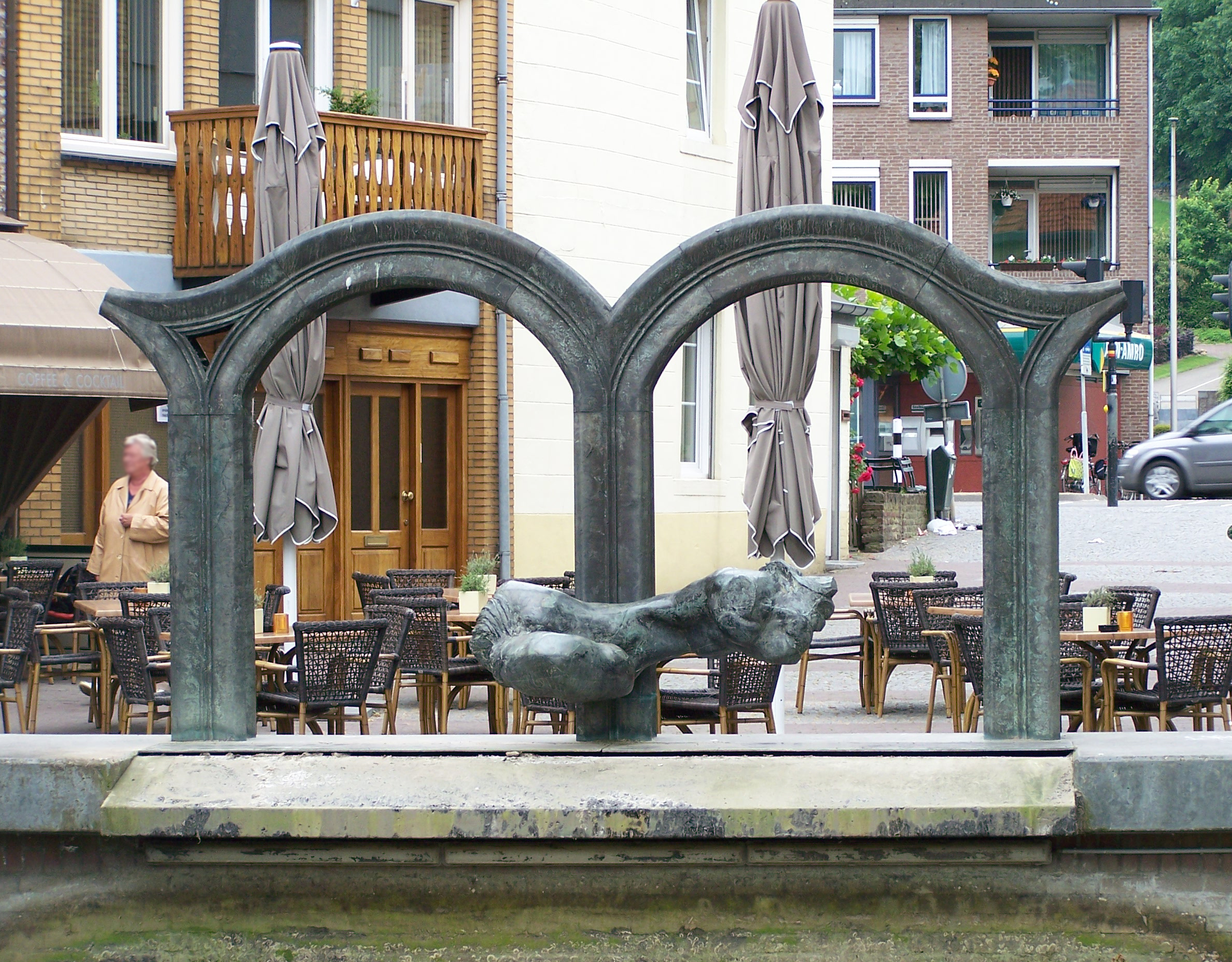
Tweestromenfontein Markstraat, Gulpen
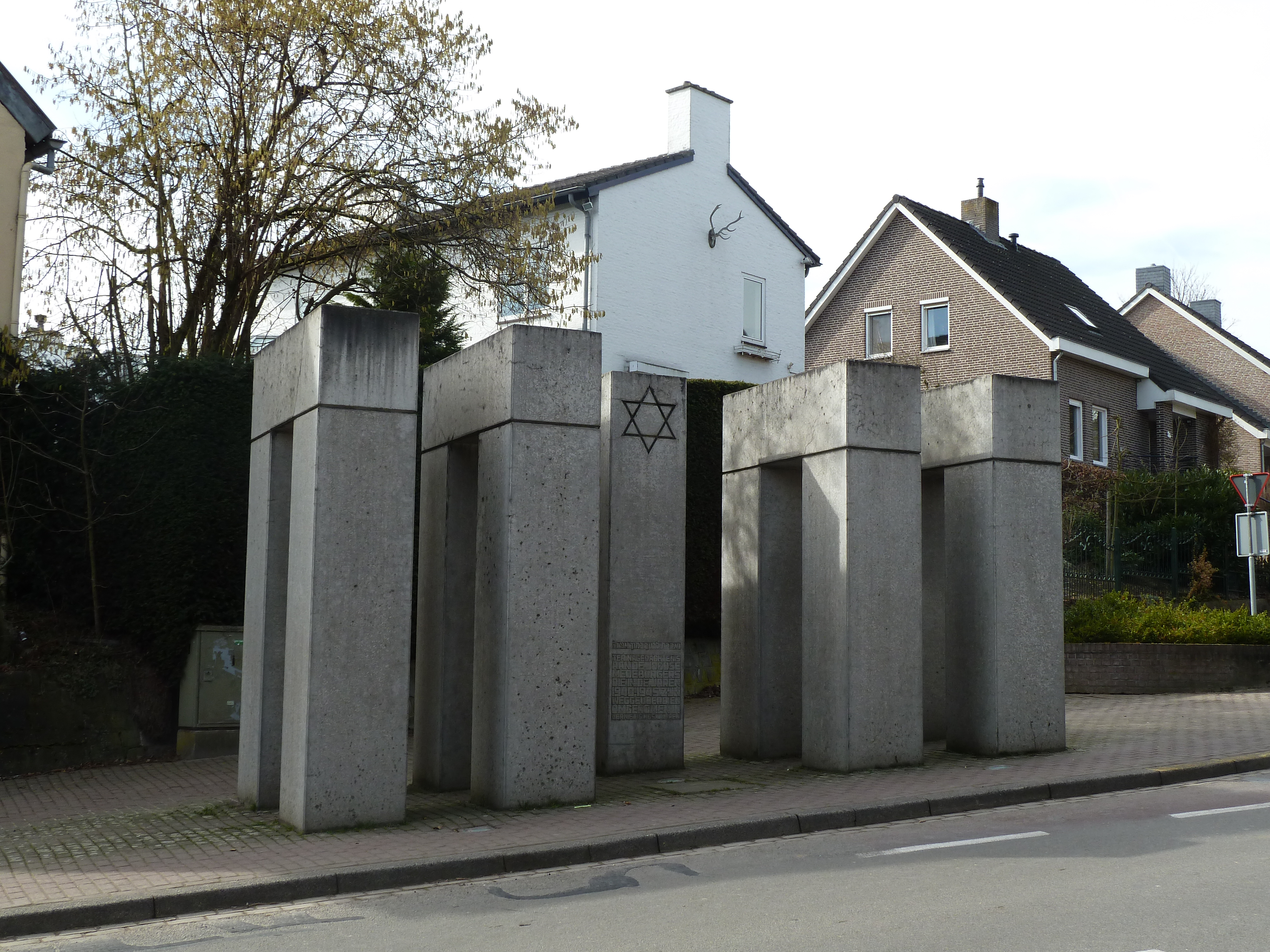
Joods herdenkingsmonument, Gulpen
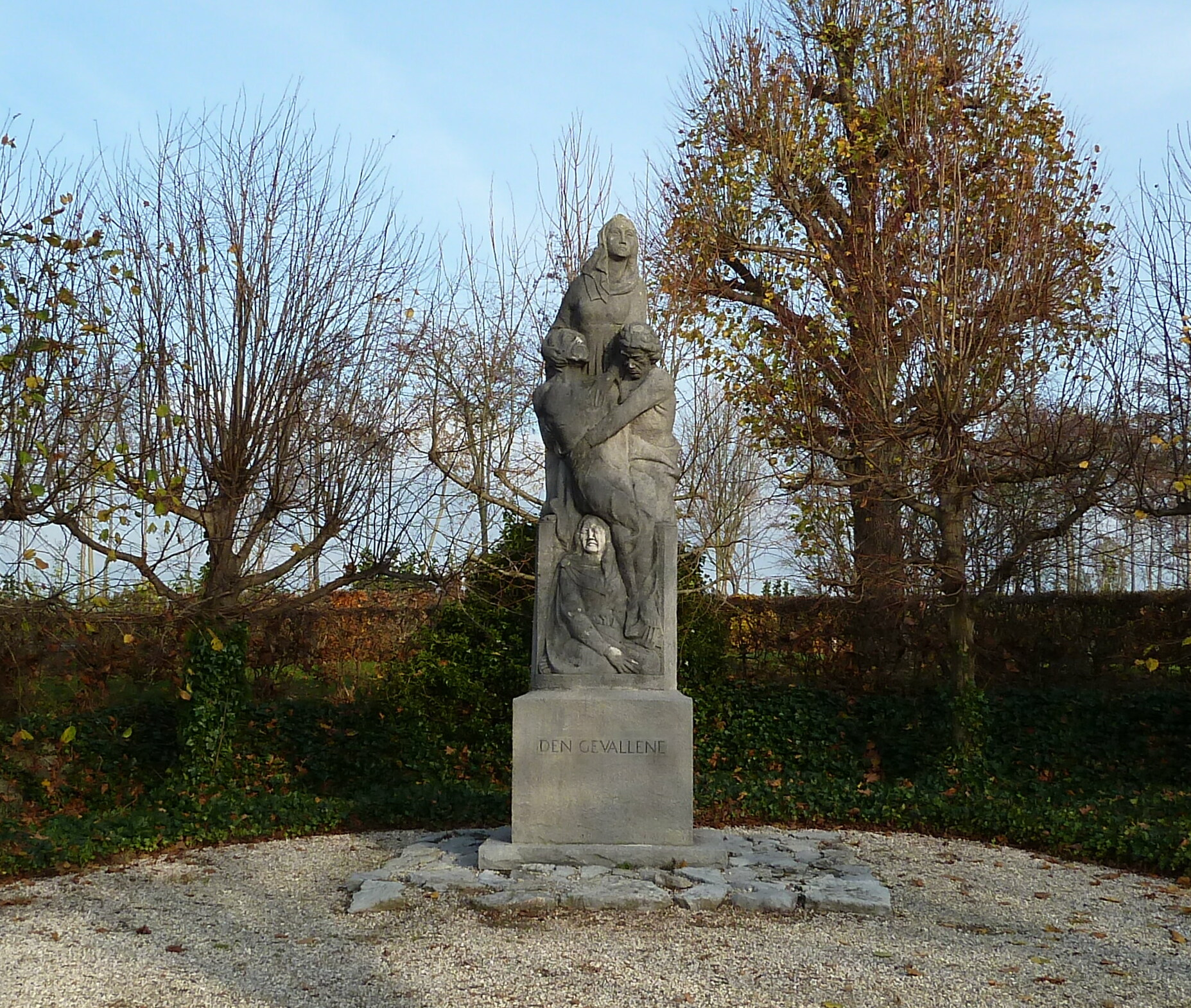
Oorlogsmonument, Wittem

## Natuur en milieu

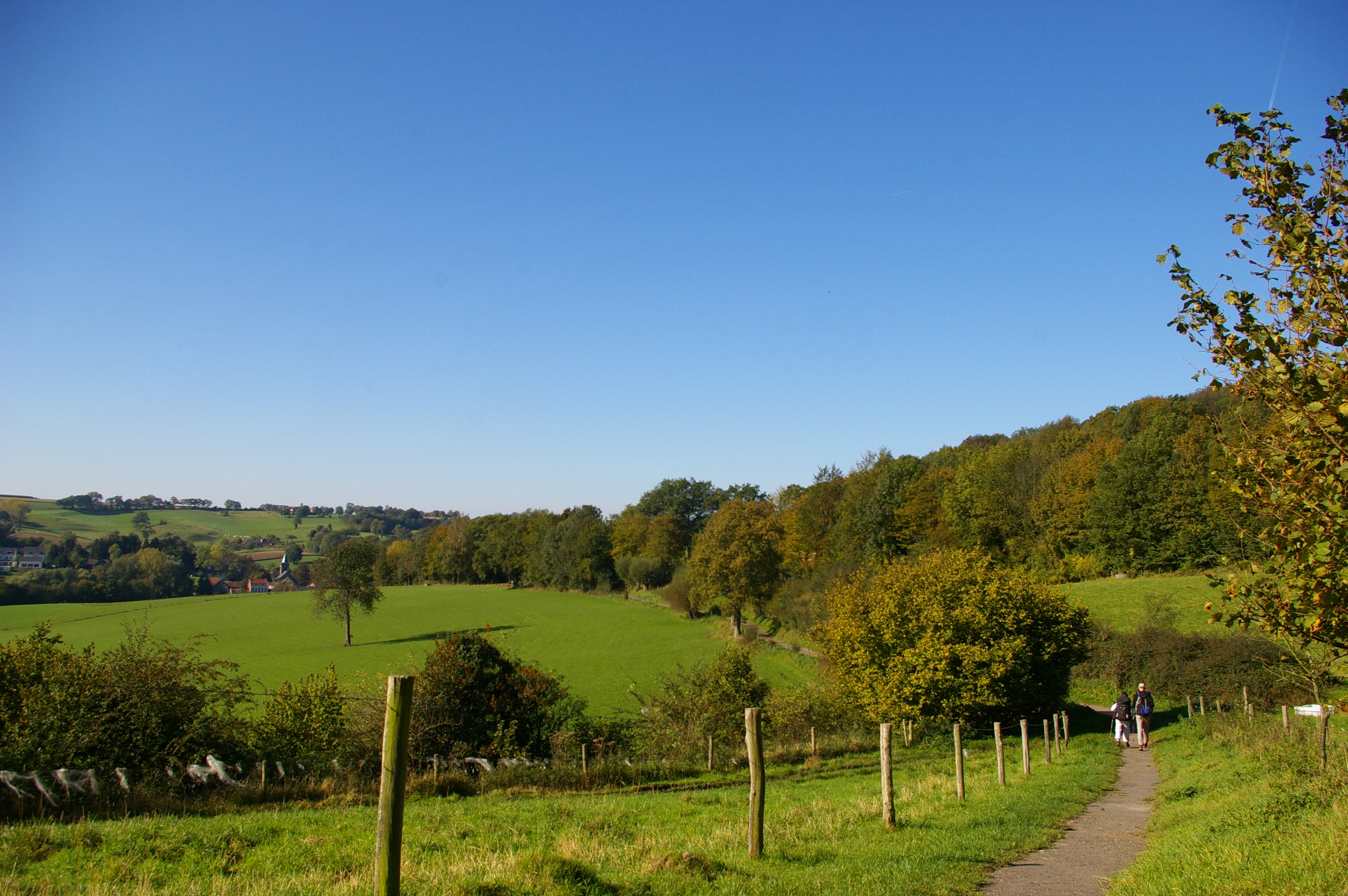
Krijtlandpad bij Slenaken

De gemeente Gulpen-Wittem is rijk aan natuurschoon. Het heuvelachtige gebied tussen Vaals en Gulpen werd in 2005 door de Stichting Natuur & Milieu bekroond met 5 sterren en uitgekozen als mooiste landschap van Nederland. In de gemeente zijn een groot aantal fiets- en wandelroutes uitgezet. Voor vakantiegangers is de ANWB-Mergellandroute een geliefde route door het Limburgse Heuvelland met een lengte van ca. 110 kilometer voor automobilisten en motorrijders, of ca. 125 kilometer voor fietsers.
De gemeente heeft een glooiend landschap dat deels gevormd is door het riviertje de Geul met haar zijbeken, waaronder de Terzieterbeek, Mechelderbeek, Selzerbeek, Eyserbeek en Gulp. De beekdalen snijden in de plateaus met hellingbossen op de randen. Er zijn verschillende bosgebieden, waaronder het Elzetterbosch, onderdeel van de Vijlenerbossen, het Eyserbos bij Eys en het Froweinbos bij Kasteel Goedenraad. Op de hellingen van het Plateau van Crapoel liggen het Dunnenbos, Wagelerbos, Schweibergerbos, Kruisbos, De Molt, Onderste Bosch, Bovenste Bosch, Roebelsbos en het Groote Bosch. Op de helling van het Plateau van Margraten ligt het Osebosch.
Gulpen-Wittem heeft geen eigen milieupark. Bewoners zijn daarvoor aangewezen op het milieupark in het naburige dorp Margraten.

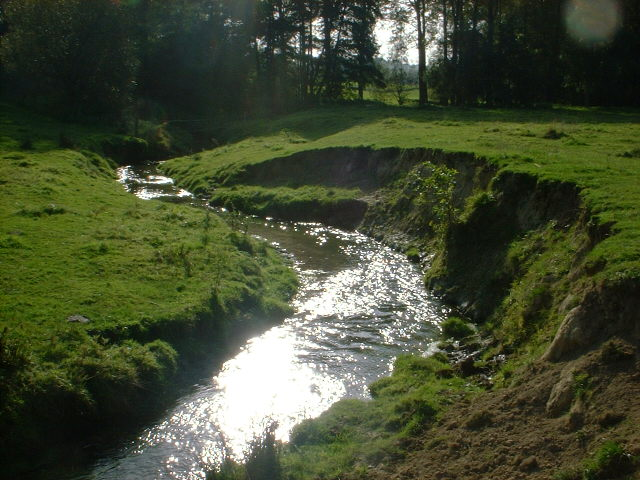
Eyserbeek tussen De Piepert en Cartils
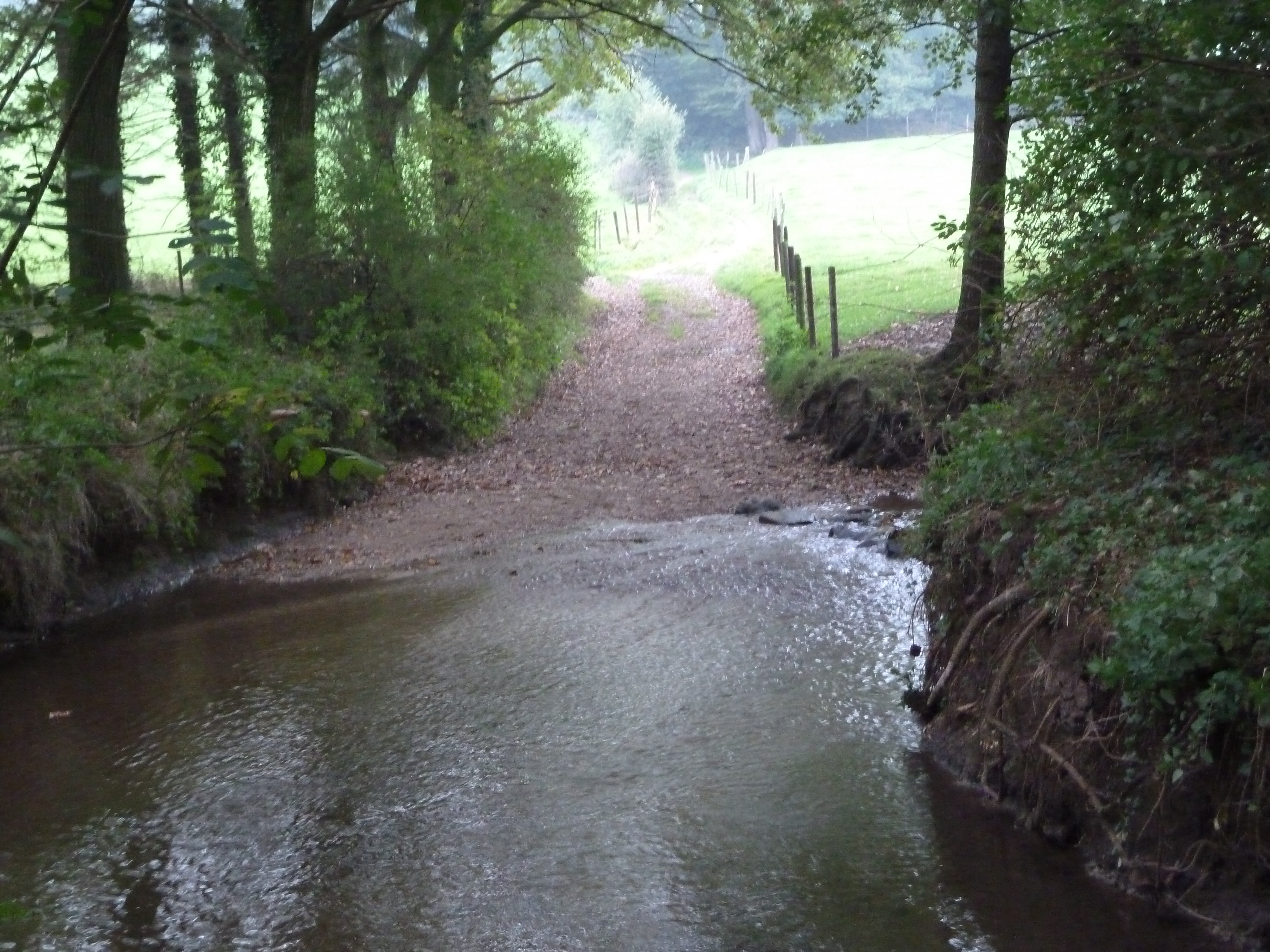
Gulp bij Billinghuizen
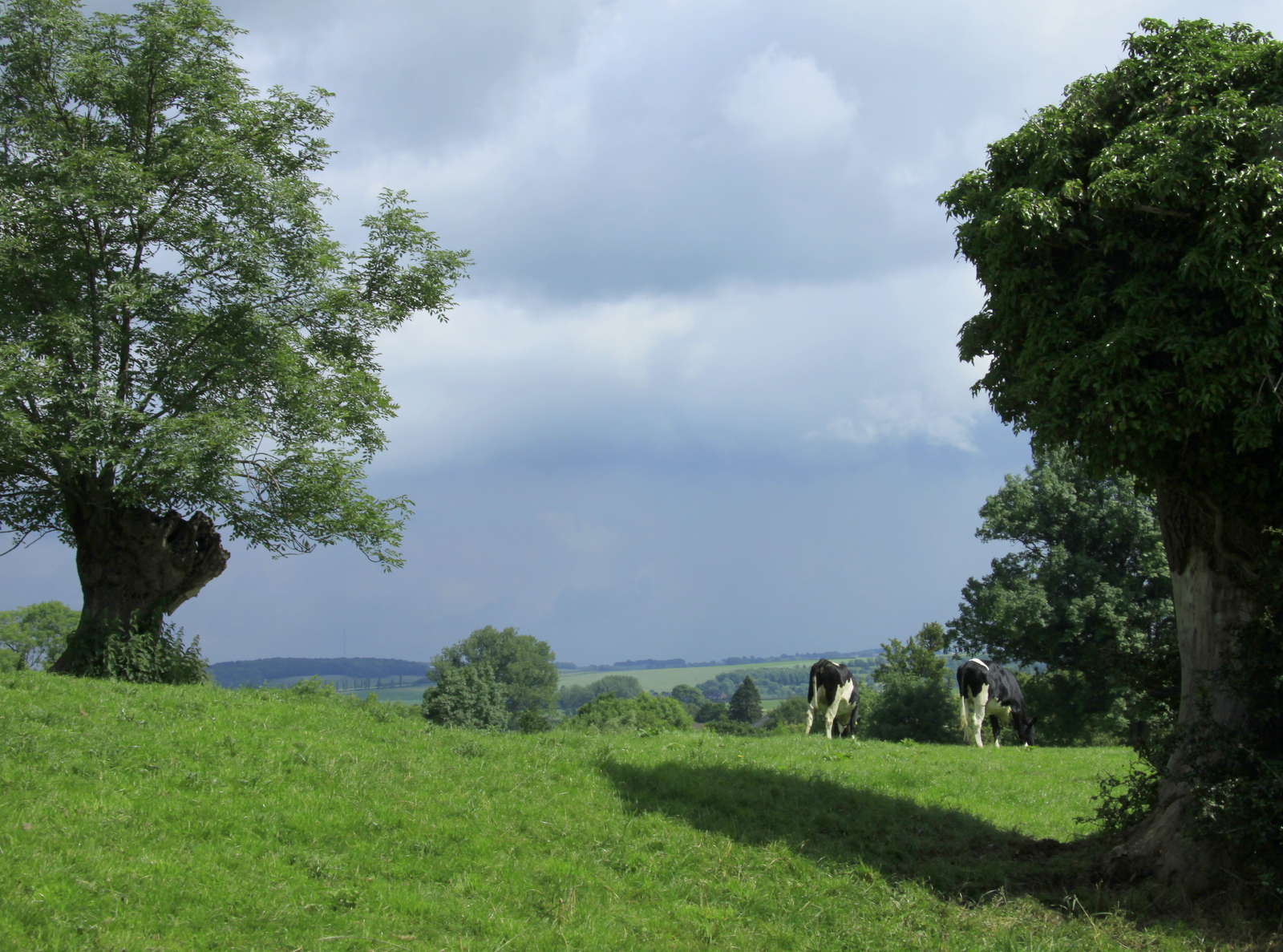
Natuurgebied bij 't Höfke
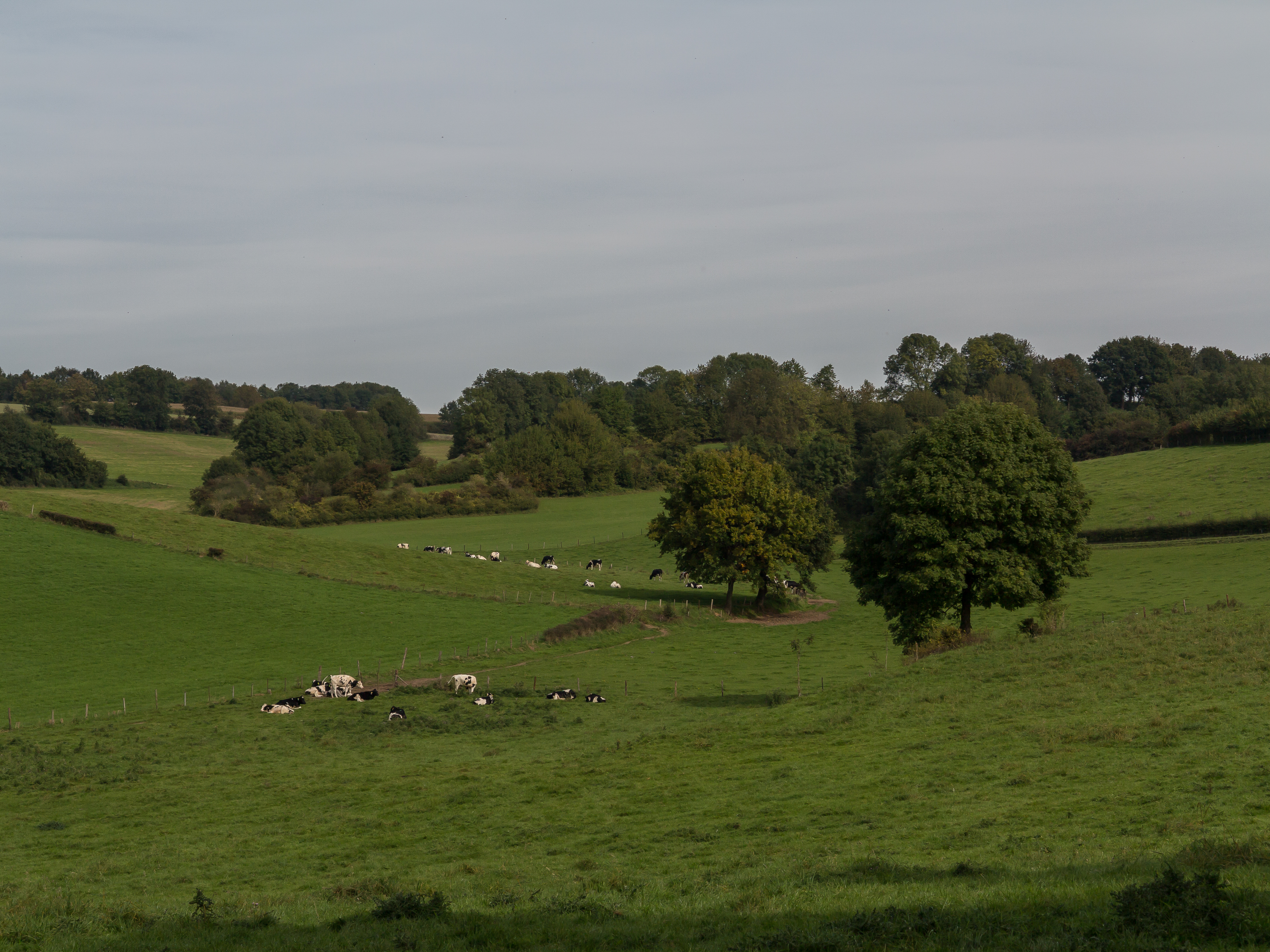
Heuvellandschap bij Trintelen

## Economie

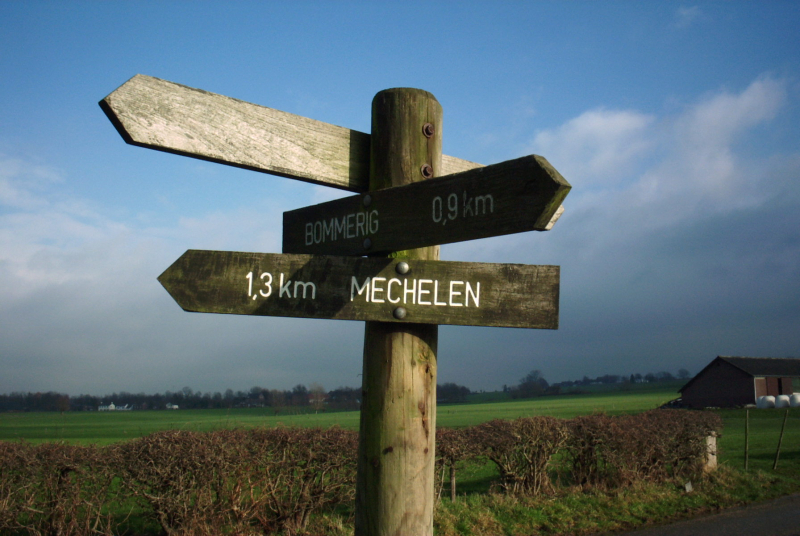
Wandelroutes langs de Geul bij Mechelen

In de landelijke gebieden van de gemeente zorgen de landbouw en natuurbeheer voor enige werkgelegenheid, hoewel met name de agrarische bedrijfstak in de laatste tientallen jaren sterk is gekrompen. De dorpskern van Gulpen is een regionaal winkelgebied, waar onder andere een weekmarkt wordt gehouden.
Daarnaast is het toerisme een belangrijke factor in de lokale economie. De gemeente is rijk aan natuurschoon en monumentale kerken, kastelen, watermolens, vakwerkhuizen en boerderijen. Om die reden trekt de gemeente toeristen uit het hele land, vooral in de zomer. In Gulpen, Epen, Slenaken en andere dorpen zijn een groot aantal hotels, pensions, kampeerterreinen en vakantieparken te vinden. Toeristische trekpleisters zijn de Gulperberg, het bedevaartoord Wittem en de vele pittoreske dorpen en gehuchten. De toeristische Miljoenenlijn loopt door een deel van de gemeente en heeft haltes te Eys en te Wijlre, waarvandaan men per stoomtrein van de Zuid-Limburgse Stoomtrein Maatschappij (ZLSM) naar Schin op Geul, Simpelveld of Kerkrade kan reizen. Diverse evenementen spelen op het toerisme in, waaronder rommelmarkten, dorpskermissen, zomerfestiviteiten, sport- en wandelevenementen ("Nacht van Gulpen") en - sinds 2003 - de "Groeëte Gulpener Vastelaovend Finale", een evenement dat op de dinsdag na carnaval duizenden carnavalsliefhebbers naar de Markt in Gulpen lokt.

## Verkeer en transport

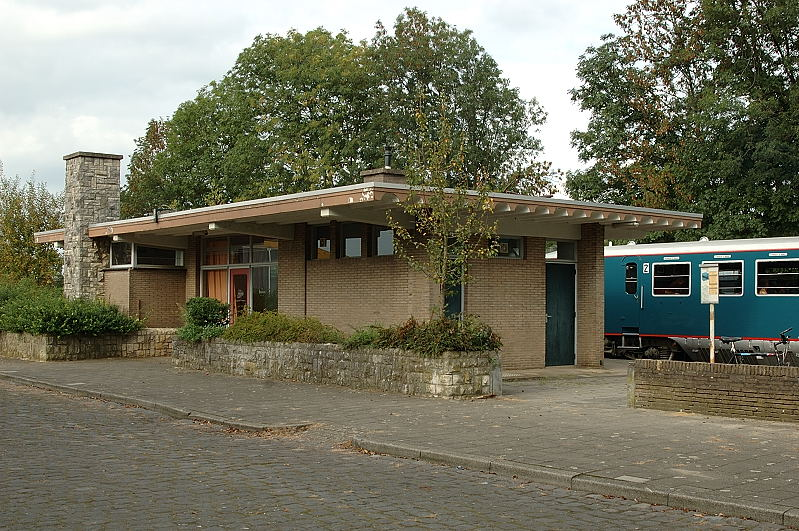
Station Wijlre-Gulpen (nog in oude staat) aan de Miljoenenlijn

De gemeente Gulpen-Wittem wordt doorsneden door de provinciale weg N278, die voor een adequate verbinding zorgt met Maastricht en Aken. Bij Wittem ligt een groot verkeerskruispunt, waar de N595 uit de richting Valkenburg zich bij de N278 voegt. Nabij Nijswiller takt de N281 af richting de A76. Deze weg zorgt voor de aansluiting van het oostelijk deel van het Mergelland op het Nederlandse snelwegennet.
Gulpen-Wittem is niet aangesloten op het spoorwegnet. De twee treinstations in de gemeente, station Wijlre-Gulpen en station Eys-Wittem, liggen beide aan een deel van de spoorlijn Aken - Maastricht, dat sinds 1988 geen openbaar vervoersfunctie meer heeft. Wel heeft de ZLSM hier sinds 1995 halteplaatsen. Openbaar vervoer in de gemeente vond tot in 2016 plaats door middel van diverse buslijnen van Veolia Transport Nederland, sinds december 2016 door Arriva Personenvervoer Nederland.

## Onderwijs
Vrijwel alle kerkdorpen in de gemeente beschikken over een eigen basisschool. De plaatselijke middelbare school (vmbo, havo, atheneum en gymnasium) is het Sophianum in Gulpen.

## Bestuur en politiek

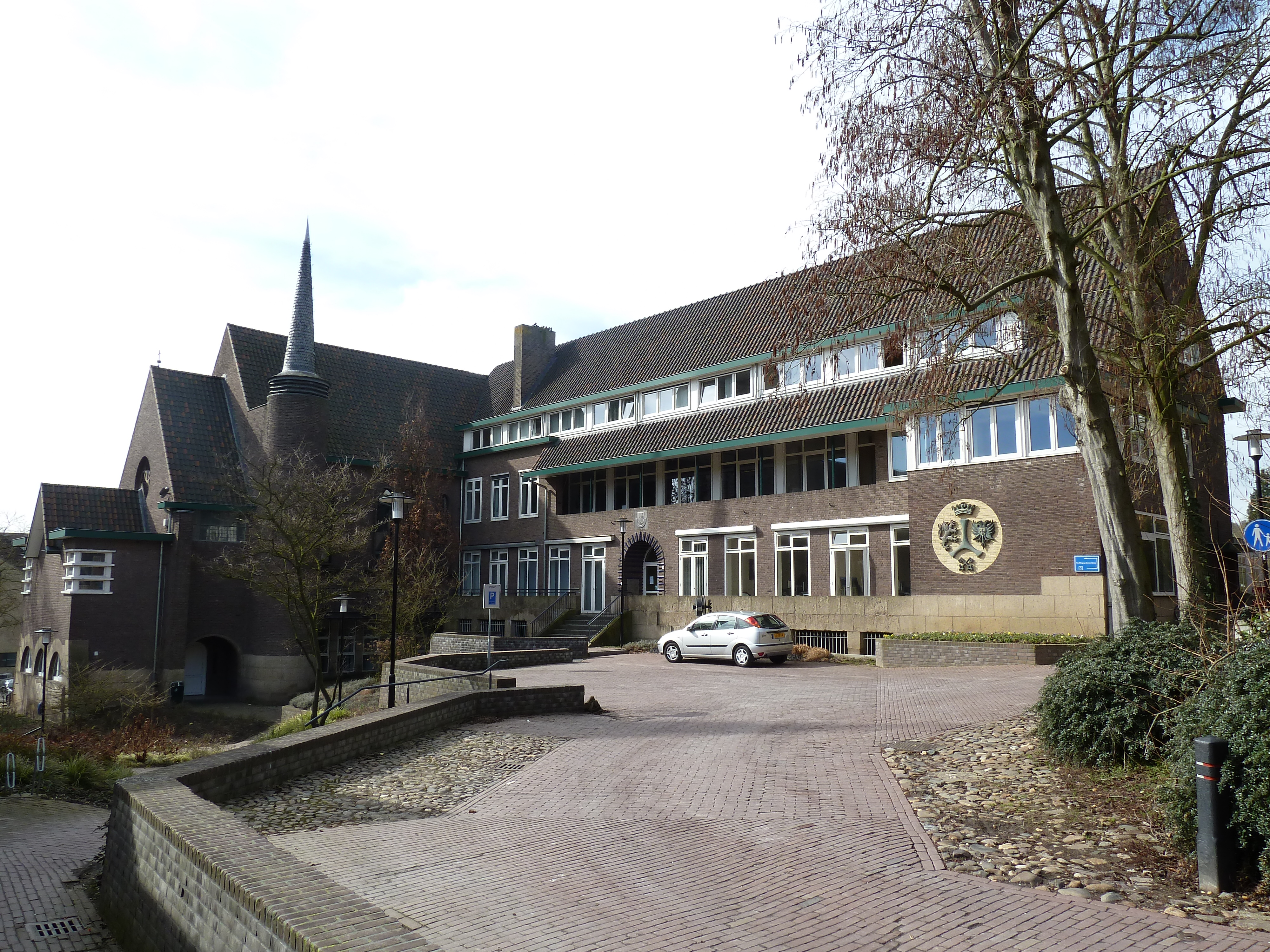
Gemeentehuis te Gulpen (A. Boosten, 1932)

### Bestuur
Het gemeentehuis van de fusiegemeente Gulpen-Wittem staat in Gulpen. In dit monumentale, voormalige kloostercomplex vinden de raadsvergaderingen plaats, hebben burgemeester en wethouders hun eigen kamer en zetelen de verschillende gemeentelijke diensten. Burgemeester van Gulpen-Wittem is sinds 8 mei 2017 Nicole Ramaekers-Rutjens (partijloos). Voormalig burgemeester (vanaf 2007) was Bas van den Tillaar (CDA) die in april 2016 burgemeester van Vlissingen werd. In de tussentijd trad Hans Ubachs op als waarnemend burgemeester. Wethouders zijn Jos Last (Balans), Frans Derksen (Balans) en Piet Franssen (Fractie Franssen).

### Zetelverdeling gemeenteraad
De gemeenteraad van Gulpen-Wittem bestaat uit 15 zetels. Hieronder staat de samenstelling van de gemeenteraad sinds 1999:
| Gemeenteraadszetels  | Gemeenteraadszetels | Gemeenteraadszetels | Gemeenteraadszetels | Gemeenteraadszetels | Gemeenteraadszetels | Gemeenteraadszetels | Gemeenteraadszetels |
| Partij               | 1999                | 2002                | 2006                | 2010                | 2014                | 2018                | 2022                |
| -------------------- | ------------------- | ------------------- | ------------------- | ------------------- | ------------------- | ------------------- | ------------------- |
| PRO Gulpen-Wittem    | -                   | -                   | -                   | -                   | -                   | 5                   | 4                   |
| Fractie Franssen     | 5                   | 5                   | 3                   | 4                   | 5                   | 3                   | 4                   |
| CDA                  | 4                   | 5                   | 6                   | 4                   | 5                   | 4                   | 3                   |
| Balans Gulpen-Wittem | -                   | -                   | 4                   | 2                   | 2                   | 3                   | 3                   |
| Van Der Laan/ Doe'22 | -                   | -                   | -                   | -                   | -                   | -                   | 1                   |
| GroenLinks           | 1                   | -                   | 2                   | 2                   | 3                   | -                   | -                   |
| PvdA                 | 2                   | -                   | 2                   | 1                   | -                   | -                   | -                   |
| Fractie Brants       | -                   | -                   | -                   | 1                   | -                   | -                   | -                   |
| GROEN!               | -                   | -                   | -                   | 1                   | -                   | -                   | -                   |
| Eenheid'98           | 4                   | 4                   | -                   | -                   | -                   | -                   | -                   |
| GroenLinks-PvdA      | -                   | 3                   | -                   | -                   | -                   | -                   | -                   |
| VVD                  | 1                   | -                   | -                   | -                   | -                   | -                   | -                   |
| Totaal               | 17                  | 17                  | 17                  | 15                  | 15                  | 15                  | 15                  |